# 2016-2017シーズンのNBA
2016-2017シーズンのNBAは、NBAの71回目のシーズンである。プレシーズンは、2016年10月1日の土曜に始まり、10月21日の金曜に終了。レギュラーシーズンは、2016年10月25日の火曜に始まり、2017年4月12日の水曜に終了。

## 移籍

### 引退選手
| 2016年 日付 | 名前                         | 経歴 | 年齢 | 賞歴など | Ref.                           |
| ----------- | ---------------------------- | --- | ---- | --- | ------------------------------ |
| 5月18日     | ラウル・ロペス               | ユタ・ジャズ(2002-2005) | 36   | リーガACBなどでもプレーした。 | [ 2 ]                          |
| 5月24日     | マリオ・ウェスト             | アトランタ・ホークス (2007–2009, 2010) ニュージャージー・ネッツ (2011) | 31   | Dリーグ、海外プロリーグでもプレーした。 | [ 3 ]                          |
| 6月22日     | ルーク・リドナー             | シアトル・スーパーソニックス (2003-2008) ミルウォーキー・バックス (2008-2010, 2013-2014) ミネソタ・ティンバーウルブズ (2010-13) シャーロット・ボブキャッツ (2014) オーランド・マジック(2014-15)                                                                                           | 35   | | [ 4 ]                          |

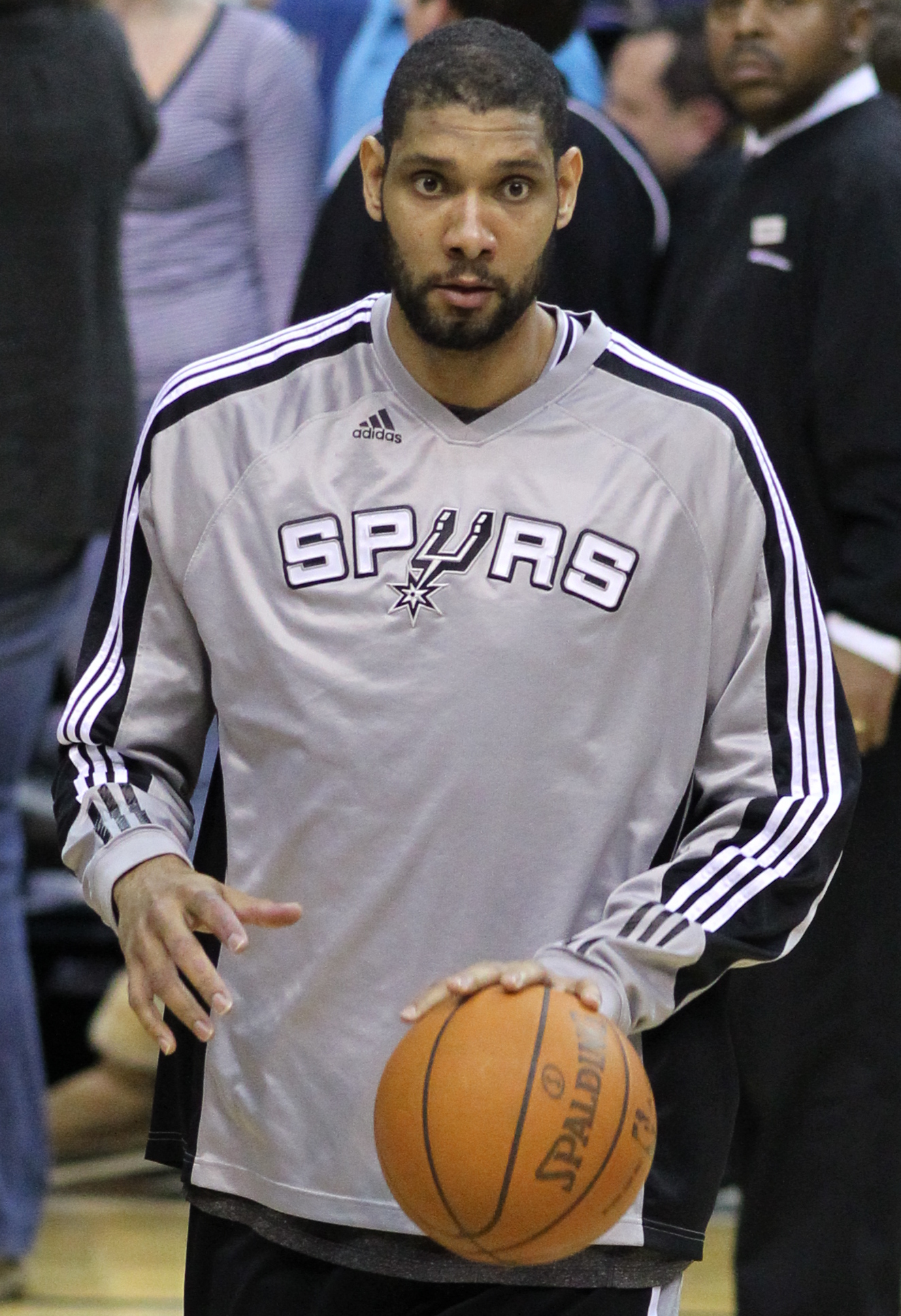
NBAオールディフェンシブチームはティム・ダンカンの通算15回が最高記録

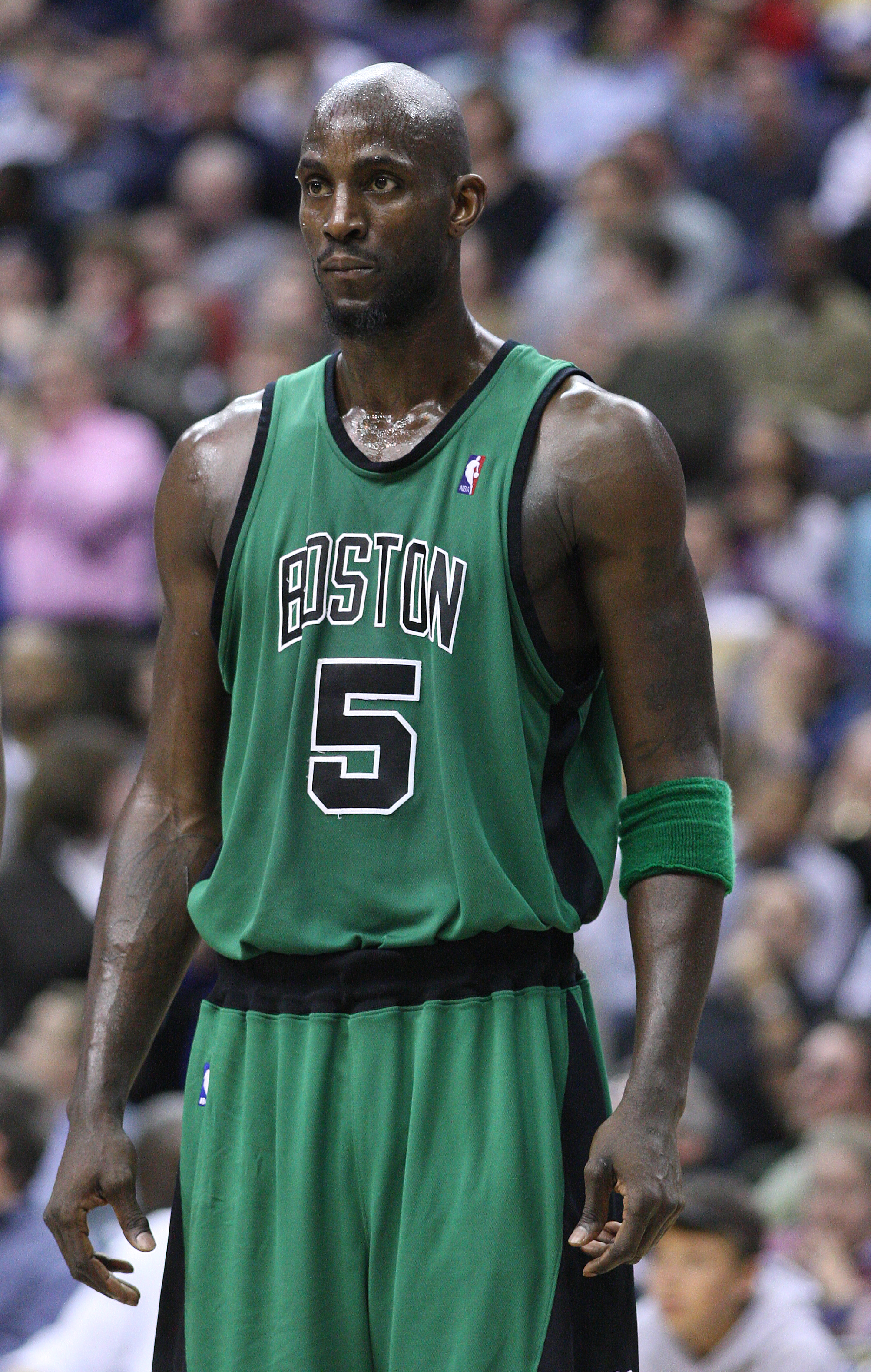
NBAオールディフェンシブチーム通算12回

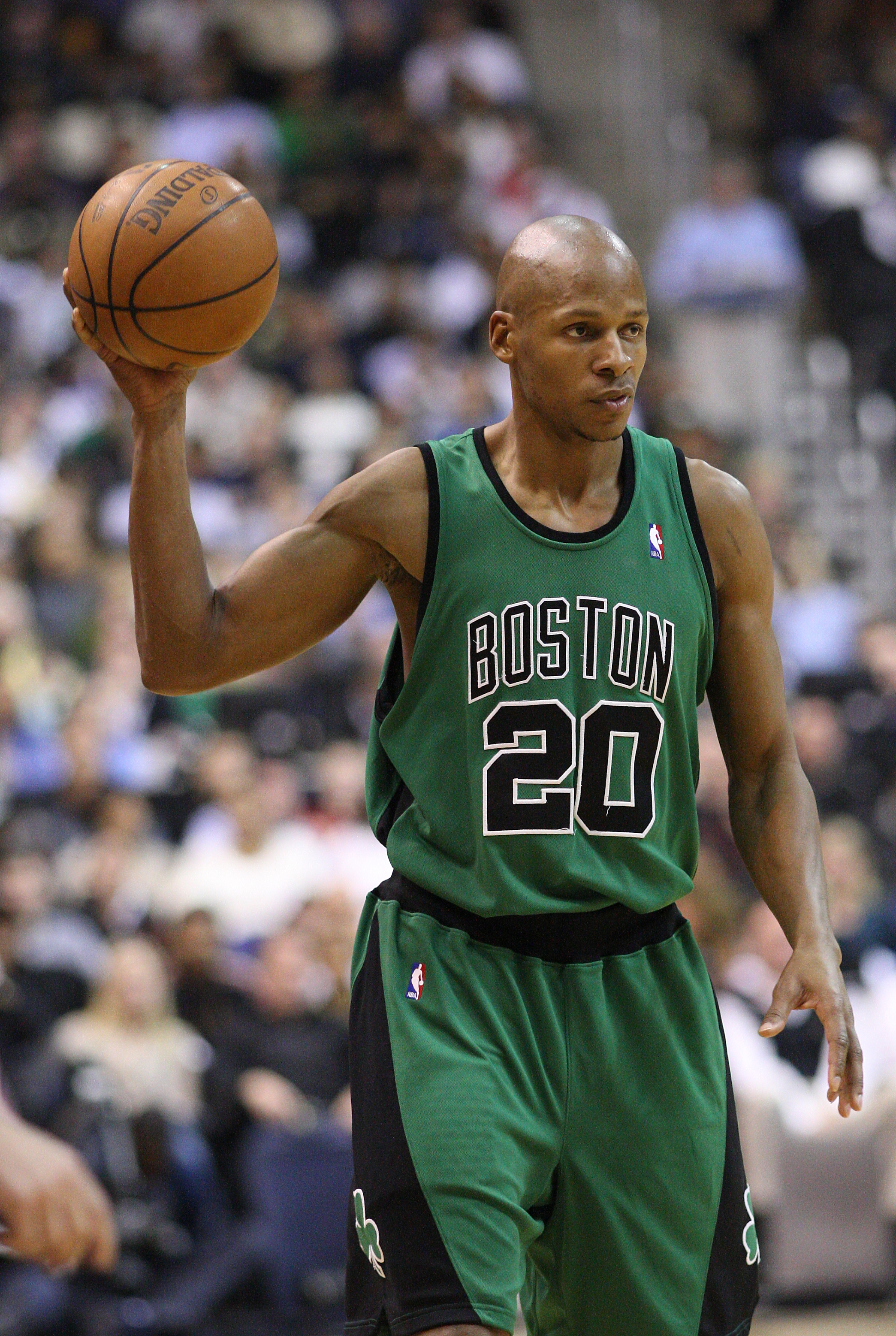
屈指のシューターとして3ポイントショットで数々の記録を打ち立てた

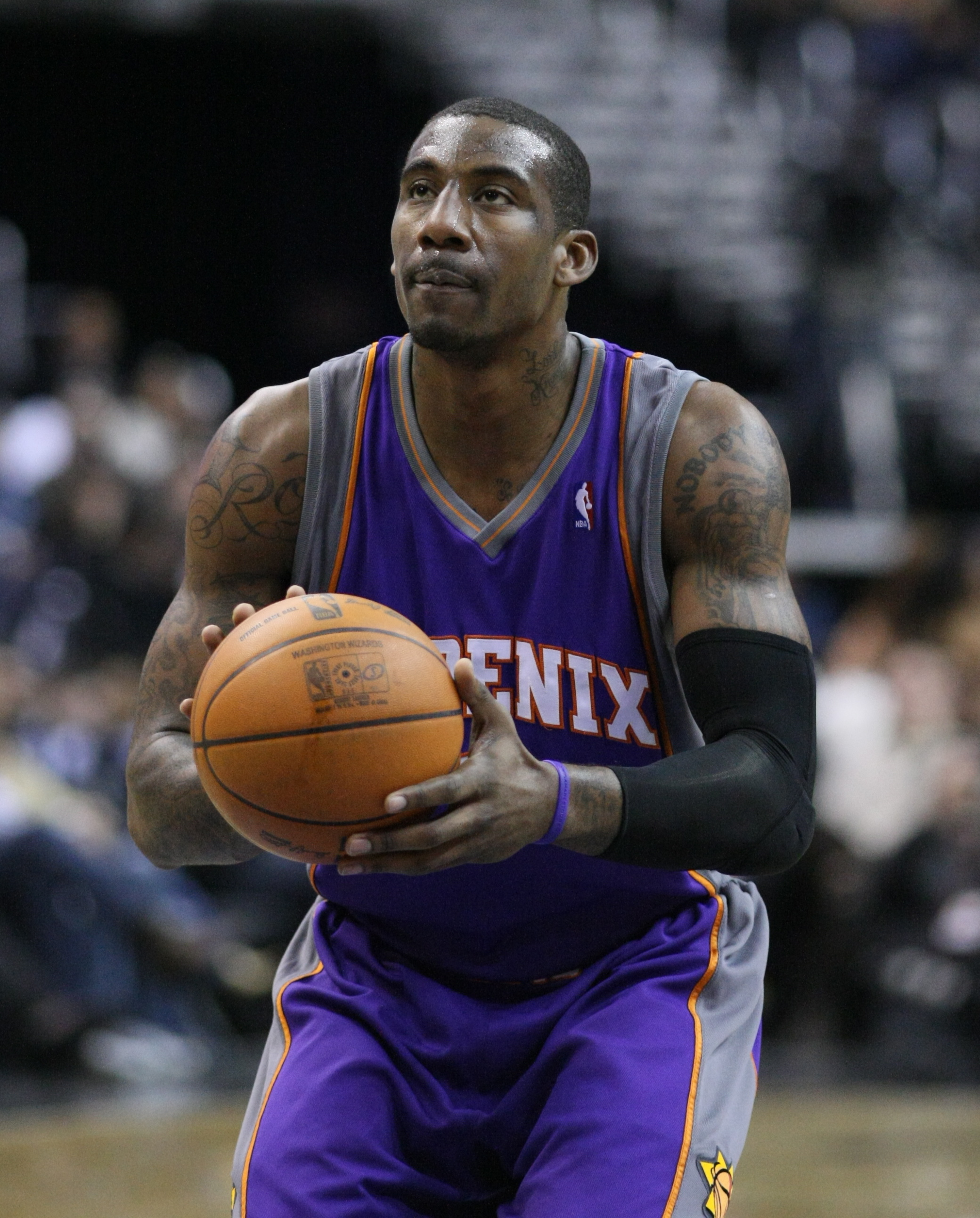
アマーレ・スタウダマイアー(PHE)

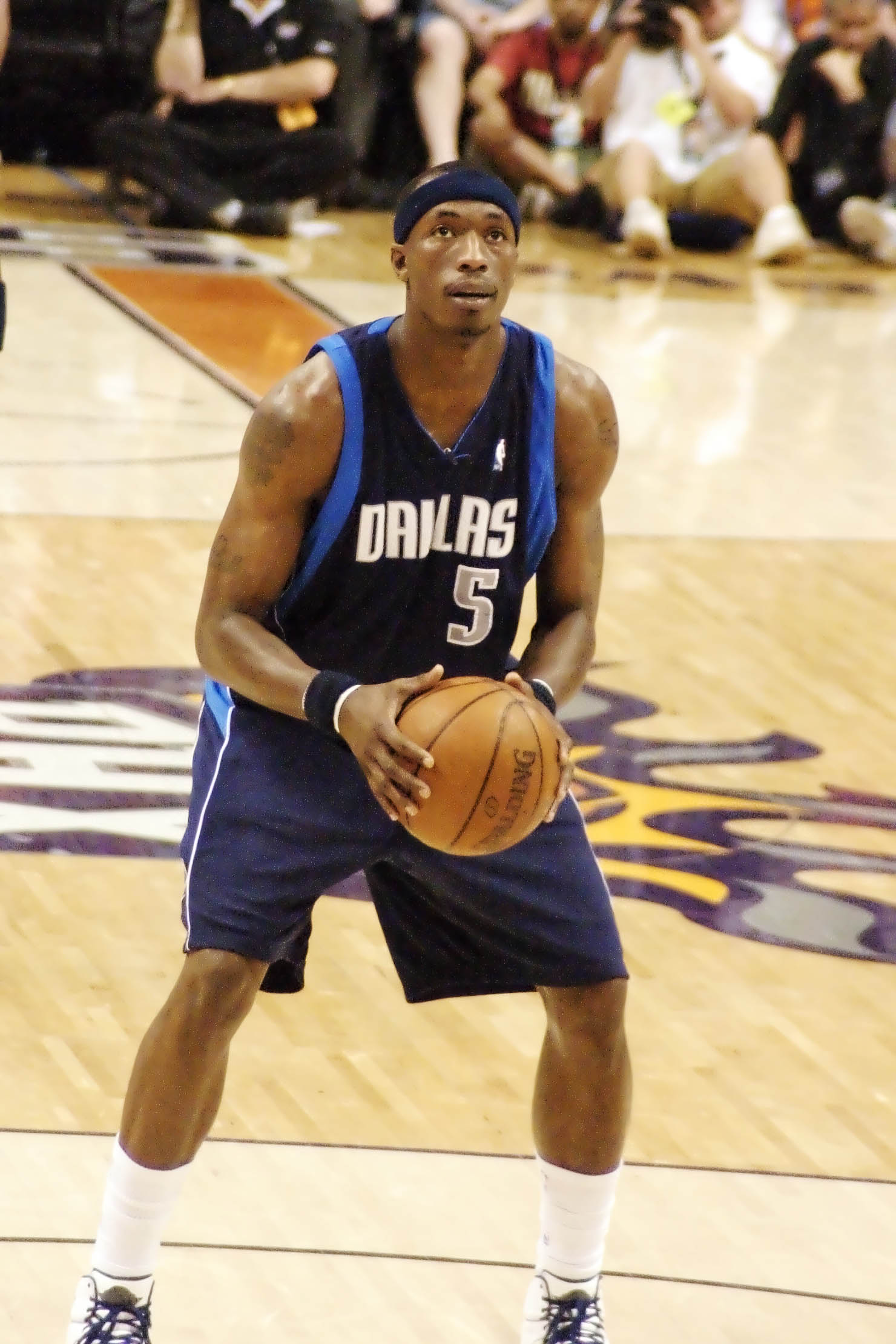
ジョシュ・ハワード(DAL)

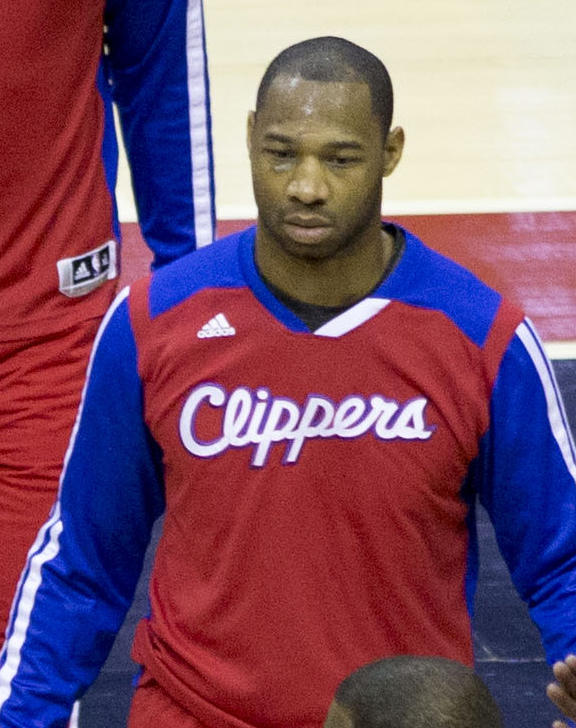
ウィリー・グリーン、LAC)

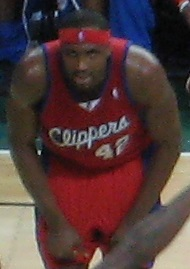
エルトン・ブランド(LAC)

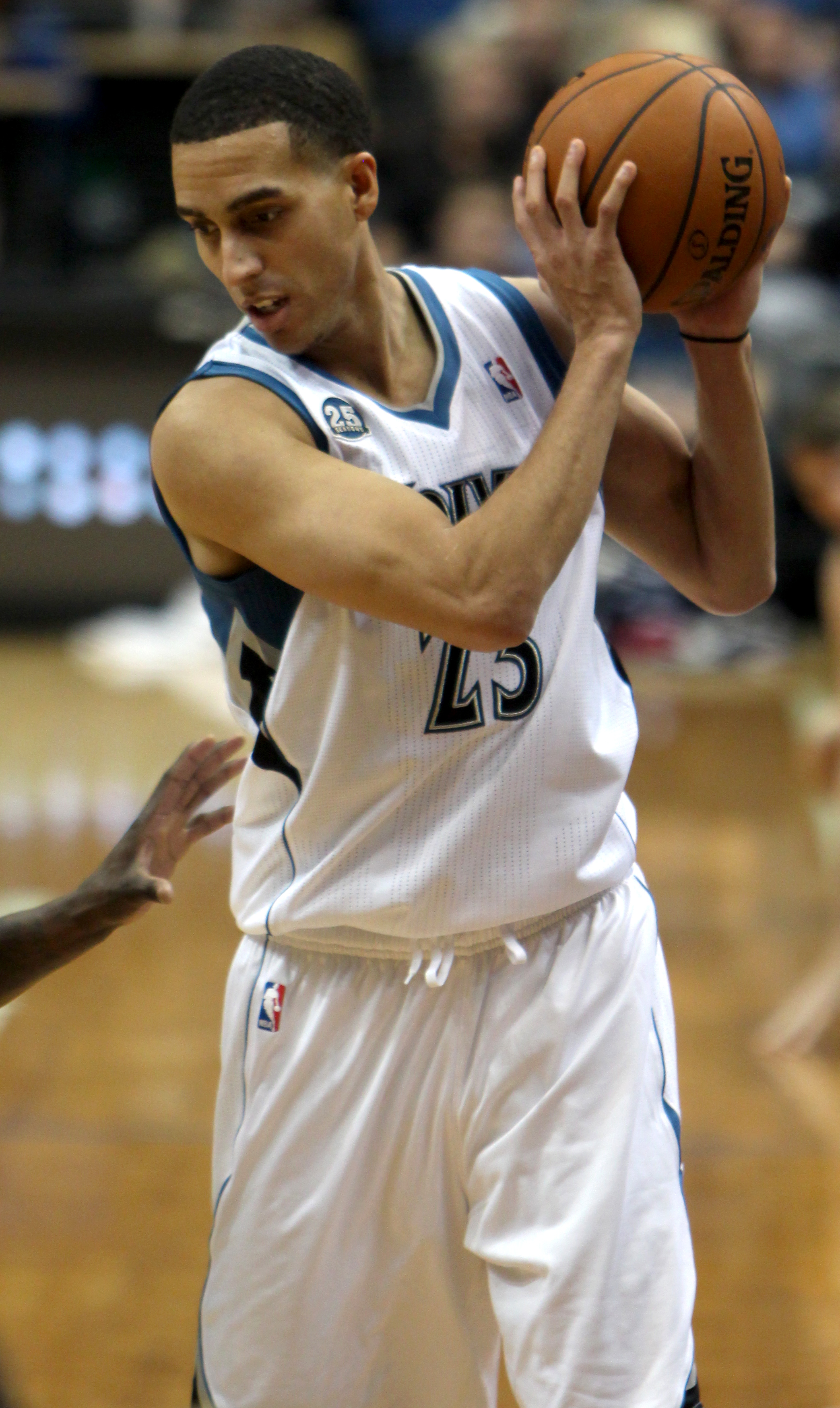
ケビン・マーティン(MIN)

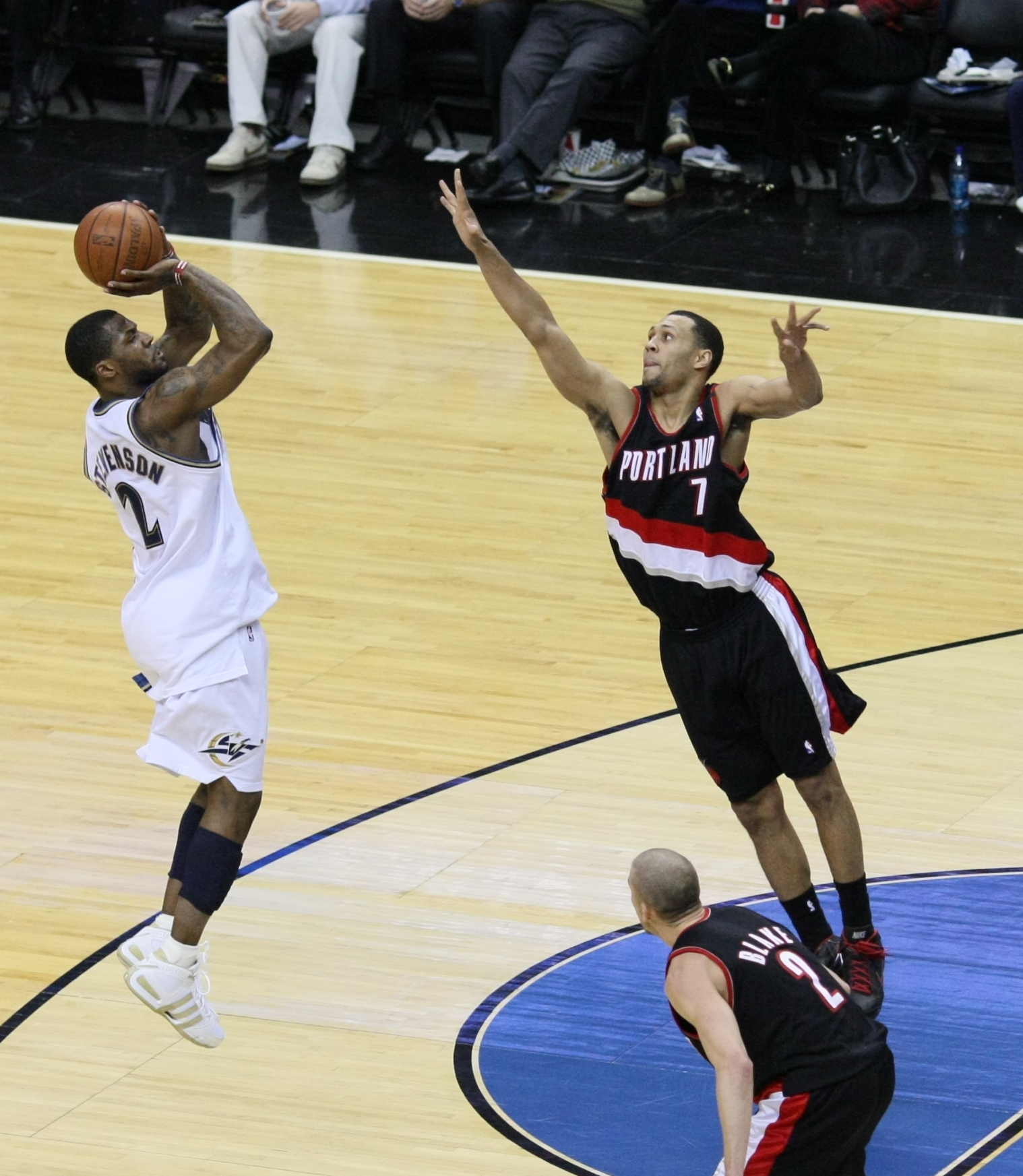
デショーン・スティーブンソン (左) (WAS)

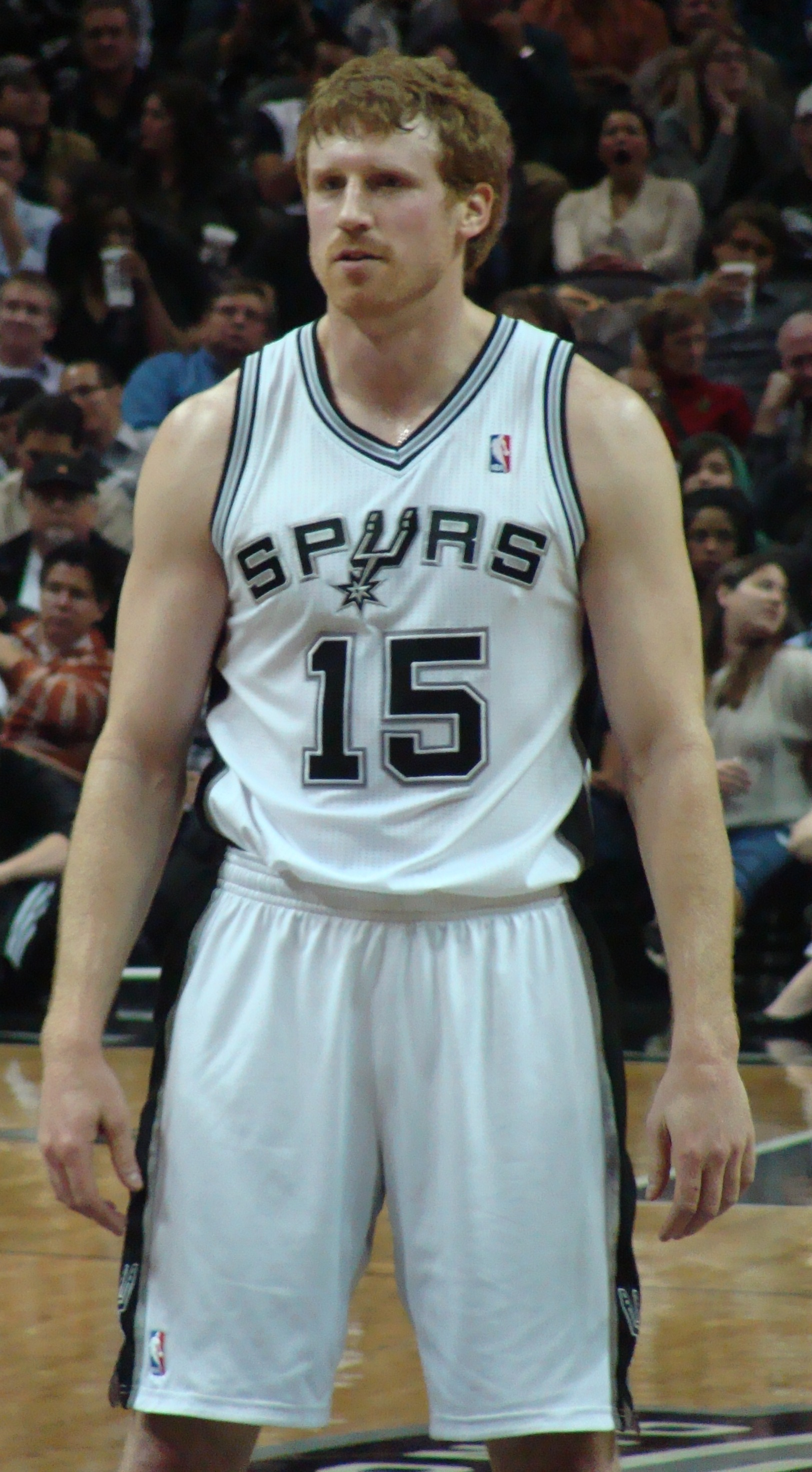
マット・ボナー(SAS)

| 7月11日     | ティム・ダンカン             | サンアントニオ・スパーズ (1997-2016) | 40   | * 5× NBAチャンピオン (1999, 2003, 2005, 2007, 2014) - 3× NBAファイナルMVP (1999, 2003, 2005) - 2× NBA最優秀選手賞 (2002–2003) - 15× NBAオールスターゲーム (1998, 2000–2011, 2013, 2015) - NBAオールスターMVP (2000) - 10× オールNBAファーストチーム (1998–2005, 2007, 2013) - 3× オールNBAセカンドチーム (2006, 2008–2009) - 2× オールNBAサードチーム (2010, 2015) - 8× NBAオールディフェンシブ・ファーストチーム (1998–2003, 2005, 2007–2008) - 7× NBAオールディフェンシブ・セカンドチーム (1998, 2004, 2006, 2009–2010, 2013, 2015) - ルーキー・オブ・ザ・イヤー (1997) - NBAオール・ルーキー・ファーストチーム (1997) - NBAオールスターシューティング・スター優勝 (2008) - USAバスケットボール最優秀アスリート賞 (2003) - スポーツ・イラストレイテッドスポーツマン賞 (2003) - NBAチームメイト・オブ・ザ・イヤー賞 (2015) | [ 6 ] [ 7 ] [ 8 ] [ 9 ] [ 10 ] |
| 7月25日     | サーシャ・カーン             | クリーブランド・キャバリアーズ (2015–2016) | 31   | 1× NBAチャンピオン(2016) | [ 11 ]                         |
| 7月26日     | アマーレ・スタウダマイアー   | フェニックス・サンズ (2002–2010) ニューヨーク・ニックス(2010-2015) ダラス・マーベリックス(2015) マイアミ・ヒート(2015–2016) | 33   | | [ 12 ]                         |
| 8月9日      | ウィリー・グリーン           | フィラデルフィア・セブンティシクサーズ (2003–2010) ニューオーリンズ・ホーネッツ (2010–2011) アトランタ・ホークス (2011–2012) ロサンゼルス・クリッパーズ (2012–2014) オーランド・マジック (2014–2015)                                                                                      | 35   | ゴールデンステート・ウォリアーズのアシスタントコーチに就任 | [ 13 ]                         |
| 9月9日      | チャック・ヘイズ             | ヒューストン・ロケッツ (2006–2011; 2015) サクラメント・キングス (2011–2013) トロント・ラプターズ (2013–2015) | 33   | デンバー・ナゲッツの育成コーチに就任 | [ 14 ]                         |
| 9月16日     | ランドリー・フィールズ       | ニューヨーク・ニックス (2010–2012) トロント・ラプターズ (2012–2015) | 28   | * NBAオール・ルーキー・ファーストチーム (2011) サンアントニオ・スパーズのカレッジ・スカウトに就任 | [ 15 ]                         |
| 9月23日     | ケビン・ガーネット           | ミネソタ・ティンバーウルブズ (1995-2007) ボストン・セルティックス (2007-2013) ブルックリン・ネッツ (2013-2015) ミネソタ・ティンバーウルブズ (2015-2016) | 40   | *NBAチャンピオン：2008 - 4×リバウンド王（1試合平均）: 2004(13.9), 2005(13.5), 2006(12.7), 2007(12.8) - 2×年間最多リバウンド：2004(1,139), 2005(1,108) - 年間最多得点: 2004(1,987) - 年間最多フィールドゴール成功： 2004(804) - MVP：2004 - NBA最優秀守備選手賞: 2008 - 15×NBAオールスターゲーム出場：1997, 1998, 2000～2011, 2013 - NBAオールスターゲームMVP：2003 - オールNBAチーム - 4×1stチーム：2000, 2003, 2004, 2008 - 2×2ndチーム：2001, 2002 - 2×3rdチーム：1999, 2007 - NBAオールディフェンシブチーム - 9×1stチーム：2000, 2001, 2002, 2003, 2004, 2005, 2008 , 2009 , 2011 - 3×2ndチーム：2006, 2007 , 2012 - NBAオールルーキーチーム 2ndチーム：1996 | [ 16 ] [ 17 ]                  |
| 9月26日     | モー・ウィリアムズ           | ユタ・ジャズ (2003–2004; 2012–2013) ミルウォーキー・バックス (2004–2008) クリーブランド・キャバリアーズ (2008–11; 2015–16) ロサンゼルス・クリッパーズ (2011–2012) ポートランド・トレイルブレイザーズ (2013–2014) ミネソタ・ティンバーウルブズ (2014–2015) シャーロット・ホーネッツ (2015) | 33   | *NBAチャンピオン (2016) *NBAオールスターゲーム(2009) | [ 18 ]                         |
| 9月27日     | メルヴィン・イーライ         | ロサンゼルス・クリッパーズ(2002–2004) シャーロット・ボブキャッツ (2004–2007) サンアントニオ・スパーズ (2007) ニューオーリンズ・ホーネッツ (2007–2009) デンバー・ナゲッツ(2010–2011) ニューオーリンズ・ペリカンズ(2014)                                                                    | 38   | Dリーグやbjリーグでもプレー. NBAチャンピオン (2007) カントン・チャージのアシスタントコーチに就任. | [ 19 ]                         |
| 10月20日    | エルトン・ブランド           | シカゴ・ブルズ (1999–2001) ロサンゼルス・クリッパーズ (2001–2008) フィラデルフィア・セブンティシクサーズ (2008–2012; 2016) ダラス・マーベリックス (2012–2013) アトランタ・ホークス (2013–2015)                                                                                            | 37   | 2x NBAオールスターゲーム出場 (2002, 2006) オールNBAチーム 2ndチーム (2006) NBAスポーツマンシップ賞 (2006) 新人王 (スティーブ・フランシスと同時受賞)(2000) | [ 20 ]                         |
| 10月24日    | ロニー・トゥリアフ           | ロサンゼルス・レイカーズ (2006–2008) ゴールデンステート・ウォリアーズ (2008–2010) ニューヨーク・ニックス (2010–2011) ワシントン・ウィザーズ(2011–2012) マイアミ・ヒート (2012) ロサンゼルス・クリッパーズ (2012–2013) ミネソタ・ティンバーウルブズ(2013–2014)                             | 33   | NBAチャンピオン (2012) | [ 21 ]                         |
| 10月28日    | グレッグ・オデン             | ポートランド・トレイルブレイザーズ (2007–2012) マイアミ・ヒート (2013–2014) | 28   | 江蘇ドラゴンズ (CBA) (2015-2016) | [ 22 ]                         |
| 11月1日     | レイ・アレン                 | ミルウォーキー・バックス (1996–2003) シアトル・スーパーソニックス (2003–2007) ボストン・セルティックス (2007–2012) マイアミ・ヒート (2012–2014) | 41   | 2x NBAチャンピオン (2008, 2013) 5xNBAオールスターゲーム出場 (2000 ,2002 , 2004 , 2009 , 2011) NBAスポーツマンシップ賞 (2003) リーグ最多の3ポイントシュート成功数保持者 | [ 23 ]                         |
| 11月25日    | ケビン・マーティン           | サクラメント・キングス (2004–2010) ヒューストン・ロケッツ (2010–2012) オクラホマシティ・サンダー (2012–2013) ミネソタ・ティンバーウルブズ (2013–2016) サンアントニオ・スパーズ (2016) | 33   | | [ 24 ]                         |
| 12月16日    | ヤロスラフ・コロレフ         | ロサンゼルス・クリッパーズ (2005–2007) | 29   | Dリーグ、海外でもプレー | [ 25 ]                         |
| 12月19日    | デショーン・スティーブンソン | ユタ・ジャズ(2000–2004) オーランド・マジック (2004–2005) ワシントン・ウィザーズ (2005–2010) ダラス・マーベリックス (2010–2011) ブルックリン・ネッツ (2011–2012) アトランタ・ホークス (2012–2013)                                                                                          | 35   | NBAチャンピオン (2011) | [ 26 ]                         |
| 2017年 日付 | 名前                         | 経歴 | 年齢 | 賞歴など | Ref.                           |
| 1月6日      | マット・ボナー               | トロント・ラプターズ (2004–2006) サンアントニオ・スパーズ (2006–2016) | 36   | セリエAでもプレー 2× NBAチャンピオン(2007, 2014) 3ポイントフィールドゴール成功率1位(2011) | [ 27 ]                         |
| 1月9日      | パブロ・プリジオーニ         | ニューヨーク・ニックス (2012–2015) ヒューストン・ロケッツ (2015) ロサンゼルス・クリッパーズ (2015–2016) | 39   | リーガACBでもプレー | [ 28 ]                         |

### トレード
| 6月                      | 6月 | 6月 | 6月                    |
| ------------------------ | --- | --- | ---------------------- |
| 6月17日                  | シカゴ・ブルズ - スペンサー・ディンウィディー                                                                           | デトロイト・ピストンズ - キャメロン・ベアストウ | [ 29 ] [ 30 ]          |
| 6月22日                  | シカゴ・ブルズ - ホセ・カルデロン - ジェリアン・グラント - ロビン・ロペス                                               | ニューヨーク・ニックス - ジャスティン・ホリデー - デリック・ローズ - 2017年ドラフト2巡目指名権                                                          | [ 31 ] [ 32 ] [ 33 ]   |
| 6月23日 (ドラフト当日)   | ボストン・セルティックス - 2019年ドラフト保護1巡目指名権                                                                | メンフィス・グリズリーズ - デヨンタ・デイビス交渉権 - レイデ・ザゴラック交渉権                                                                          | [ 34 ] [ 35 ]          |
| 6月23日 (ドラフト当日)   | ブルックリン・ネッツ - アイザイア・ホワイトヘッド交渉権                                                                 | ユタ・ジャズ - マーカス・ペイジ交渉権 - 金銭補償 | [ 36 ]                 |
| 6月23日 (ドラフト当日)   | ゴールデンステート・ウォリアーズ - パトリック・マコー交渉権                                                             | ミルウォーキー・バックス - 金銭補償 | [ 37 ] [ 38 ]          |
| 6月23日 (ドラフト当日)   | オーランド・マジック - 将来のドラフト2巡目指名権 - 金銭補償                                                             | ポートランド・トレイルブレイザーズ - ジェイク・レイマン交渉権                                                                                           | [ 39 ] [ 40 ]          |
| 6月23日 (ドラフト当日)   | デンバー・ナゲッツ - 金銭補償                                                                                           | オクラホマシティ・サンダー - ダニエル・ハミルトン交渉権                                                                                                 | [ 41 ] [ 42 ]          |
| 6月23日 (ドラフト当日)   | オクラホマシティ・サンダー - エルサン・イルヤソバ - ビクター・オラディポ - ドマンタス・サボニス交渉権                   | オーランド・マジック - サージ・イバーカ | [ 43 ] [ 44 ]          |
| 6月23日 (ドラフト当日)   | フェニックス・サンズ - マーキース・クリス交渉権                                                                         | サクラメント・キングス - スカル・ラビシーレ交渉権 - ゲオグギオス・パパギアニス交渉権 - ボグダン・ボグダノヴィッチ交渉権 - 2020年ドラフト2巡目指名権     | [ 45 ] [ 46 ]          |
| 6月23日 (ドラフト当日)   | アトランタ・ホークス - 金銭補償                                                                                         | クリーブランド・キャバリアーズ - ケイ・フェルダー交渉権                                                                                                 | [ 47 ] [ 48 ]          |
| 6月23日 (ドラフト当日)   | ロサンゼルス・クリッパーズ - デビッド・ミシニュー交渉権 - ダイアモンド・ストーン交渉権                                  | ニューオーリンズ・ペリカンズ - チェイク・ディアロ交渉権                                                                                                 | [ 49 ] [ 50 ]          |
| 6月24日                  | 3チーム間トレード | 3チーム間トレード |                        |
| 6月24日                  | ユタ・ジャズ - ジョージ・ヒル                                                                                           | インディアナ・ペイサーズ - ジェフ・ティーグ |                        |
| 6月24日                  | アトランタ・ホークス - トーリアン・プリンス交渉権                                                                       | |                        |
| 6月29日                  | デトロイト・ピストンズ - 2019年ドラフト条件付 2巡目指名権                                                               | オーランド・マジック - ジョディ・ミークス | [ 51 ] [ 52 ]          |
| 7月                      | | |                        |
| 7月7日                   | ブルックリン・ネッツ - カリス・レヴァート交渉権 - Future 2nd-round pick                                                 | インディアナ・ペイサーズ - サデウス・ヤング | [ 53 ] [ 54 ]          |
| 7月7日                   | シャーロット・ホーネッツ - マルコ・ベリネッリ                                                                           | サクラメント・キングス - マラチ・リチャードソン交渉権                                                                                                   | [ 55 ] [ 56 ]          |
| 7月7日                   | シカゴ・ブルズ - アルベルト・ミラレス交渉権                                                                             | クリーブランド・キャバリアーズ - マイク・ダンリービー・ジュニア - ウラジミール・ヴェレミエンコ交渉権                                                    | [ 57 ] [ 58 ]          |
| 7月7日                   | シカゴ・ブルズ - アター・マヨック交渉権                                                                                 | ロサンゼルス・レイカーズ - ホセ・カルデロン - 2018年ドラフト2巡目指名権 - 2019年ドラフト2巡目指名権                                                     | [ 59 ] [ 60 ]          |
| 7月7日                   | クリーブランド・キャバリアーズ - アルベルト・ミラジェス交渉権                                                           | ミルウォーキー・バックス - マシュー・デラベドバ (サイン・アンド・トレード) - 金銭補償                                                                   | [ 61 ] [ 62 ]          |
| 7月7日                   | ダラス・マーベリックス - アンドリュー・ボーガット - 2019年ドラフト条件付 2巡目指名権                                    | ゴールデンステート・ウォリアーズ - 将来の 2巡目指名権                                                                                                   | [ 63 ]                 |
| 7月7日                   | ダラス・マーベリックス - スタンコ・バラック交渉権                                                                       | インディアナ・ペイサーズ - ジェレミー・エバンス - エミール・プレルディック交渉権 - 金銭補償                                                             | [ 64 ] [ 65 ]          |
| 7月7日                   | オーランド・マジック - 金銭補償                                                                                         | ポートランド・トレイルブレイザーズ - シャバズ・ネイピアー                                                                                               | [ 66 ] [ 67 ]          |
| 7月7日                   | ユタ・ジャズ - 2021年ドラフト2巡目指名権                                                                                | ワシントン・ウィザーズ - トレイ・バーク | [ 68 ] [ 69 ]          |
| 7月7日                   | 3チーム間トレード | 3チーム間トレード | [ 54 ] [ 70 ] [ 71 ]   |
| 7月7日                   | アトランタ・ホークス - トーリアン・プリンス交渉権                                                                       | インディアナ・ペイサーズ - ジェフ・ティーグ | [ 54 ] [ 70 ] [ 71 ]   |
| 7月7日                   | ユタ・ジャズ - ジョージ・ヒル                                                                                           | | [ 54 ] [ 70 ] [ 71 ]   |
| 7月8日                   | サンアントニオ・スパーズ - オリヴィエ・ハンラン交渉権                                                                   | ユタ・ジャズ - ボリス・ディアウ - 2022年2巡目指名権 - 金銭補償                                                                                          | [ 72 ] [ 73 ]          |
| 7月10日                  | マイアミ・ヒート - ルーク・バビット                                                                                     | ニューオーリンズ・ペリカンズ - 2018年ドラフト2巡目指名権 - 金銭補償                                                                                     | [ 74 ]                 |
| 7月12日                  | シャーロット・ホーネッツ - 金銭補償                                                                                     | メンフィス・グリズリーズ - トロイ・ダニエルズ (サイン・アンド・トレード)                                                                                | [ 75 ] [ 76 ]          |
| 7月15日                  | クリーブランド・キャバリアーズ - チャック・マドゥアバム交渉権 (2011 #56)                                                | フィラデルフィア・セブンティシクサーズ - サーシャ・カーン - 金銭補償                                                                                    | [ 77 ] [ 78 ]          |
| 7月15日                  | ロサンゼルス・クリッパーズ - デヴィン・マーブル - 2020年ドラフト2巡目指名権                                             | オーランド・マジック - C・J・ウィルコックス - 金銭補償                                                                                                  | [ 79 ] [ 80 ]          |
| 8月                      | | |                        |
| 8月26日                  | フィラデルフィア・76ers - ティボー・プライス - 2x2017年ドラフト2巡目指名権 - 金銭補償                                   | ユタ・ジャズ - ケンドール・マーシャル | [ 81 ] [ 82 ]          |
| 8月30日                  | デンバー・ナゲッツ - 2017年メンフィス・グリズリーズ2巡目指名権 - 2017年オクラホマシティ・サンダー2巡目指名権            | オクラホマシティ・サンダー - ジョフリー・ラヴァーニュ                                                                                                   | [ 83 ] [ 84 ]          |
| 9月                      | | |                        |
| 9月22日                  | ヒューストン・ロケッツ - タイラー・エニス                                                                               | ミルウォーキー・バックス - マイケル・ビーズリー | [ 85 ] [ 86 ]          |
| 10月                     | | |                        |
| 10月17日                 | シカゴ・ブルズへ - マイケル・カーター＝ウィリアムス                                                                     | ミルウォーキー・バックスへ - トニー・スネル | [ 87 ] [ 88 ]          |
| 11月                     | | |                        |
| 11月1日                  | オクラホマシティ・サンダーへ - ジェラミ・グラント                                                                       | フィラデルフィア・76ersへ - エルサン・イルヤソバ - 2020年ドラフト1巡目指名権                                                                            | [ 89 ] [ 90 ]          |
| 1月                      | | |                        |
| 1月6日                   | クリーブランド・キャバリアーズへ - 2018年ドラフト1巡目指名権                                                            | ポートランド・トレイルブレイザーズへ - 2017年ドラフト1巡目指名権                                                                                        | [ 91 ]                 |
| 1月7日                   | アトランタ・ホークスへ - マイク・ダンリービー・ジュニア - モーリス・ウィリアムズ - 2019年ドラフト1巡目指名権 - 金銭補償 | クリーブランド・キャバリアーズへ - カイル・コーバー | [ 33 ] [ 92 ] [ 93 ]   |
| 1月18日                  | アトランタ・ホークスへ - ジェンク・アキョル の交渉権(2005 #59)                                                          | デンバー・ナゲッツへ - モー・ウィリアムス - 金銭補償 | [ 94 ] [ 95 ]          |
| 2月                      | | |                        |
| 2月2日                   | シャーロット・ホーネッツへ - マイルズ・プラムリー - 金銭補償                                                            | ミルウォーキー・バックスへ - スペンサー・ホーズ - ロイ・ヒバート                                                                                        | [ 96 ] [ 97 ]          |
| 2月13日                  | デンバー・ナゲッツへ - メイソン・プラムリー - 2018年ドラフト2巡目指名権                                                 | ポートランド・トレイルブレイザーズへ - ユスフ・ヌルキッチ - 2017年ドラフト1巡目指名権                                                                   | [ 33 ] [ 98 ]          |
| 2月13日                  | シャーロット・ホーネッツへ - クリス・アンダーセン - 金銭補償                                                            | クリーブランド・キャバリアーズへ - 2017年ドラフト2巡目指名権                                                                                            | [ 33 ] [ 99 ]          |
| 2月14日                  | オーランド・マジックへ - テレンス・ロス - 2017年ドラフト1巡目指名権                                                     | トロント・ラプターズへ - サージ・イバカ | [ 33 ] [ 100 ] [ 101 ] |
| 2月20日                  | ニューオーリンズ・ペリカンズへ - デマーカス・カズンズ - オムリ・カスピ                                                  | サクラメント・キングスへ - タイリーク・エバンス - ラングストン・ギャロウェイ - バディ・ヒールド - 2017年ドラフト1巡目指名権 - 2017年ドラフト2巡目指名権 | [ 102 ]                |
| 2月22日                  | フィラデルフィア・セブンティシクサーズへ - ティアゴ・スプリッター - 2017年ドラフト2巡目指名権                           | アトランタ・ホークスへ - エルサン・イルヤソバ | [ 103 ]                |
| 2月22日                  | ブルックリン・ネッツへ - アンドリュー・ニコルソン - マーカス・ソーントン - 2017年ドラフト1巡目指名権                    | ワシントン・ウィザーズへ - ボヤン・ボグダノヴィッチ - クリス・マックロー                                                                                | [ 104 ]                |
| 2月23日 (デッド・ライン) | ブルックリン・ネッツへ - K・J・マクダニエルズ                                                                           | ヒューストン・ロケッツへ - 金銭補償 | [ 105 ]                |
| 2月23日 (デッド・ライン) | ダラス・マーベリックスへ - ナーレンズ・ノエル                                                                           | フィラデルフィア・セブンティシクサーズへ - アンドリュー・ボーガット - ジャスティン・アンダーソン - 2017年ドラフト1巡目指名権                            | [ 33 ] [ 106 ]         |
| 2月23日 (デッド・ライン) | デンバー・ナゲッツへ - ロイ・ヒバート                                                                                   | ミルウォーキー・バックスへ - 2019年ドラフト2巡目指名権                                                                                                  | [ 33 ] [ 107 ]         |
| 2月23日 (デッド・ライン) | ロサンゼルス・レイカーズへ - コーリー・ブリューワー - 2017年ドラフト1巡目指名権                                         | ヒューストン・ロケッツへ - ルー・ウィリアムス | [ 33 ] [ 108 ]         |
| 2月23日 (デッド・ライン) | ロサンゼルス・レイカーズへ - タイラー・エニス - ブラッド・ニューレイ (2007 #54)交渉権                                   | ヒューストン・ロケッツへ - マルセロ・ウェルタス | [ 109 ]                |
| 2月23日 (デッド・ライン) | オクラホマシティ・サンダーへ - タージ・ギブソン - ダグ・マクダーモット - 2018年ドラフト2巡目指名権                      | シカゴ・ブルズへ - ジョフリー・ラヴァーニュ - アンソニー・モロー - キャメロン・ペイン                                                                   | [ 33 ] [ 110 ]         |
| 2月23日 (デッド・ライン) | フェニックス・サンズへ - マイク・スコット - ジェンク・アキョル (2005 #59)交渉権 - 金銭補償                              | アトランタ・ホークスへ - 2017年ドラフト2巡目指名権 | [ 33 ] [ 111 ]         |
| 2月23日 (デッド・ライン) | フェニックス・サンズへ - ジャレッド・サリンジャー - 2017年ドラフト2巡目指名権 - 2018ドラフト2巡目指名権 - 金銭補償      | トロント・ラプターズへ - P・J・タッカー | [ 33 ] [ 112 ]         |

1. ↑  ATLは、CLEの2019年の1順目指名権が#11-30の場合、それを得る。それ以外の場合、2020年が#11-30の場合、それを得、それ以外の場合2020年が#11-30の場合、それを得る、一つを受けたらない場合、2021,2022の2順目指名権を受け取る。
2. ↑  SACは、PORの指名権と交換する権利を有する。DENは、2つの指名権の内、低い方を得る。
3. ↑  MEMの指名権は、2017,2018年の#1-5確定で、2019年は未確定。
4. ↑  CLEはCHAの指名権が#56-60の場合受け取り、それ以外の場合は何も受け取らない
5. ↑  TOLがLACのロッタリーピックの指名権を受け取る場合、ORLは低い順位分を受け取るか、あるいは、RAPは、自身の1st指名権を保留する。LACの指名権がORLに渡らない場合は、ORLはTORの指名権を受け取る。
6. ↑  SACはNOPの指名権が#1-3の場合受け取り、それら以外の場合は保留する。
7. ↑  PHIはDALの指名権が#19-30の場合受取り、それら以外の場合は、DALの2017年の2順目と、2018年の2順目を受け取る。それが 2017年#31-55の場合と#2018年#56-60の場合は、その年の文は受け取らない。
8. ↑  DENの指名権が#31-55の場合、MILは受け取ることはない。
9. ↑  このトレードは2月21日と報じられたが、公式には2月23日までは成立していない。
10. ↑  ATLは、PHOが#56-60ならば、指名権を受け取る。55以内は受け取れない。

### フリーエージェント
NBAフリーエージェントの交渉は2016年7月1日より開始され、ジュライモラトリアム終了後の7月5日から契約を結ぶことができる。
| プレーヤー                           | 契約合意日     | 新チーム                               | 旧チーム                           | 参照    |
| ------------------------------------ | -------------- | -------------------------------------- | ---------------------------------- | ------- |
| クインシー・エイシー*                | 7月14日        | ダラス・マーベリックス                 | サクラメント・キングス             |         |
| アーロン・アフラロ*                  | 7月2日         | サクラメント・キングス                 | ニューヨーク・ニックス             |         |
| コール・オルドリッチ                 | 7月3日         | ミネソタ・ティンバーウルブズ           | ロサンゼルス・クリッパーズ         |         |
| ルー・アマンドソン                   |                | 未定                                   | ニューヨーク・ニックス             |         |
| クリス・アンダーセン                 | 7月8日         | クリーブランド・キャバリアーズ         | メンフィス・グリズリーズ           |         |
| アラン・アンダーソン                 | 8月2日         | ロサンゼルス・クリッパーズ             | ワシントン・ウィザーズ             |         |
| ジェームズ・アンダーソン*            | 7月20日        | トルコリーグ                           | サクラメント・キングス             |         |
| ライアン・アンダーソン               | 7月2日         | ヒューストン・ロケッツ                 | ニューオーリンズ・ペリカンズ       |         |
| ダレル・アーサー*                    | 7月1日         | デンバー・ナゲッツ                     | デンバー・ナゲッツ                 |         |
| D・J・オーガスティン                 | 7月1日         | オーランド・マジック                   | デンバー・ナゲッツ                 |         |
| ジェフ・エイアーズ                   | 9月22日        | PBC CSKAモスクワ                       | ロサンゼルス・クリッパーズ         |         |
| リアンドロ・バルボサ                 | 7月6日         | フェニックス・サンズ                   | ゴールデンステート・ウォリアーズ   |         |
| アンドレア・バルニャーニ             | 7月26日        | サスキ・バスコニア                     | 前ブルックリン・ネッツ             |         |
| ハリソン・バーンズ RFA               | 7月4日         | ダラス・マーベリックス                 | ゴールデンステート・ウォリアーズ   |         |
| マット・バーンズ                     | 7月3日         | サクラメント・キングス                 | メンフィス・グリズリーズ           |         |
| ブランドン・バス*                    | 7月16日        | ロサンゼルス・クリッパーズ             | ロサンゼルス・レイカーズ           |         |
| ニコラス・バトゥム                   | 7月1日         | シャーロット・ホーネッツ               | シャーロット・ホーネッツ           |         |
| ジェリッド・ベイレス                 | 7月1日         | フィラデルフィア・76ers                | ミルウォーキー・バックス           |         |
| ケント・ベイズモア                   | 7月1日         | アトランタ・ホークス                   | アトランタ・ホークス               |         |
| ブラッドリー・ビール RFA             | 7月1日         | ワシントン・ウィザーズ                 | ワシントン・ウィザーズ             |         |
| ビスマック・ビヨンボ*                | 7月2日         | オーランド・マジック                   | トロント・ラプターズ               |         |
| タリク・ブラック RFA                 | 7月3日         | ロサンゼルス・レイカーズ               | ロサンゼルス・レイカーズ           |         |
| スティーブ・ブレイク                 | 10月21日       | シドニー・キングス                     | デトロイト・ピストンズ             |         |
| マット・ボナー                       | 1月10日        | 引退表明                               | サンアントニオ・スパーズ           |         |
| トレバー・ブッカー                   | 7月2日         | ブルックリン・ネッツ                   | ユタ・ジャズ                       |         |
| エルトン・ブランド                   | 10月19日       | 引退表明                               | フィラデルフィア・76ers            |         |
| アーロン・ブルックス                 | 7月10日        | インディアナ・ペイサーズ               | シカゴ・ブルズ                     |         |
| マーケル・ブラウン RFA               | 10月25日       | BCヒムキ                               | ブルックリン・ネッツ               |         |
| チェイス・バディンジャー             | 10月26日       | サスキ・バスコニア                     | フェニックス・サンズ               |         |
| カロン・バトラー*                    | 6月30日 7月4日 | サクラメント・キングス 解雇            | サクラメント・キングス 解雇        |         |
| ラスール・バトラー                   |                | 未定                                   | 前サンアントニオ・スパーズ         |         |
| アイザイア・カナアン RFA             | 7月11日        | シカゴ・ブルズ                         | フィラデルフィア・76ers            |         |
| イアン・クラーク RFA                 | 7月7日         | ゴールデンステート・ウォリアーズ       | ゴールデンステート・ウォリアーズ   |         |
| ジョーダン・クラークソン RFA         | 7月1日         | ロサンゼルス・レイカーズ               | ロサンゼルス・レイカーズ           |         |
| ノリス・コール                       | 10月5日        | 山東ライオンズ                         | ニューオーリンズ・ペリカンズ       |         |
| マイク・コンリー                     | 7月1日         | メンフィス・グリズリーズ               | メンフィス・グリズリーズ           |         |
| アレン・クラブ RFA                   | 7月10日        | ポートランド・トレイルブレイザーズ     | ポートランド・トレイルブレイザーズ |         |
| ジャマール・クロフォード             | 7月3日         | ロサンゼルス・クリッパーズ             | ロサンゼルス・クリッパーズ         |         |
| セス・カリー RFA*                    | 7月4日         | ダラス・マーベリックス                 | サクラメント・キングス             |         |
| トロイ・ダニエルズ RFA               | 7月9日         | メンフィス・グリズリーズ               | シャーロット・ホーネッツ           |         |
| ドウェイン・デドモン RFA             | 7月7日         | サンアントニオ・スパーズ               | オーランド・マジック               |         |
| マシュー・デラベドバ RFA             | 7月1日         | ミルウォーキー・バックス               | クリーブランド・キャバリアーズ     |         |
| ルオル・デン                         | 7月2日         | ロサンゼルス・レイカーズ               | マイアミ・ヒート                   |         |
| デマー・デローザン*                  | 7月1日         | トロント・ラプターズ                   | トロント・ラプターズ               |         |
| アンドレ・ドラモンド RFA             | 7月1日         | デトロイト・ピストンズ                 | デトロイト・ピストンズ             |         |
| ジャレッド・ダドリー                 | 7月1日         | フェニックス・サンズ                   | ワシントン・ウィザーズ             |         |
| ティム・ダンカン*                    | 7月11日        | 引退表明                               | サンアントニオ・スパーズ           |         |
| ケビン・デュラント                   | 7月4日         | ゴールデンステート・ウォリアーズ       | オクラホマシティ・サンダー         |         |
| クリアンソニー・アーリー RFA         |                | 未定                                   | ニューヨーク・ニックス             |         |
| ウェイン・エリントン*                | 7月10日        | マイアミ・ヒート                       | ブルックリン・ネッツ               |         |
| ジェームス・エニス RFA               | 7月2日         | メンフィス・グリズリーズ               | ニューオーリンズ・ペリカンズ       |         |
| フェスタス・エジーリ RFA             | 7月7日         | ポートランド・トレイルブレイザーズ     | ゴールデンステート・ウォリアーズ   |         |
| ジョーダン・ファーマー               |                | 未定                                   | メンフィス・グリズリーズ           |         |
| レイモンド・フェルトン               | 7月14日        | ロサンゼルス・クリッパーズ             | ダラス・マーベリックス             |         |
| エバン・フォーニエ RFA               | 7月1日         | オーランド・マジック                   | オーランド・マジック               |         |
| ランディ・フォイ                     | 7月14日        | ブルックリン・ネッツ                   | オクラホマシティ・サンダー         |         |
| ティム・フレイザー RFA               | 7月10日        | ニューオーリンズ・ペリカンズ           | ニューオーリンズ・ペリカンズ       |         |
| ラングストン・ギャロウェイ RFA       | 7月6日         | ニューオーリンズ・ペリカンズ           | ニューヨーク・ニックス             |         |
| パウ・ガソル*                        | 7月4日         | サンアントニオ・スパーズ               | シカゴ・ブルズ                     |         |
| アロンゾ・ジー*                      | 12月3日        | デンバー・ナゲッツ                     | ニューオーリンズ・ペリカンズ       |         |
| マヌ・ジノビリ*                      | 7月14日        | サンアントニオ・スパーズ               | サンアントニオ・スパーズ           |         |
| エリック・ゴードン                   | 7月2日         | ヒューストン・ロケッツ                 | ニューオーリンズ・ペリカンズ       |         |
| ジェラルド・グリーン                 | 7月23日        | ボストン・セルティックス               | マイアミ・ヒート                   |         |
| ホルヘ・グティエレス RFA             |                | トラブゾンスポル                       | シャーロット・ホーネッツ           |         |
| P・J・ヘアストン                     |                | リオグランデバレー・バイパーズ         | メンフィス・グリズリーズ           |         |
| タイラー・ハンズブロー               |                | 未定                                   | シャーロット・ホーネッツ           |         |
| モーリス・ハークレス RFA             | 7月19日        | ポートランド・トレイルブレイザーズ     | ポートランド・トレイルブレイザーズ |         |
| ユドニス・ハスレム                   | 7月10日        | マイアミ・ヒート                       | マイアミ・ヒート                   |         |
| ジェラルド・ヘンダーソン・ジュニア*  | 7月5日         | フィラデルフィア・76ers                | ポートランド・トレイルブレイザーズ |         |
| ロイ・ヒバート                       | 7月4日         | シャーロット・ホーネッツ               | ロサンゼルス・レイカーズ           |         |
| J・J・ヒクソン                       | 8月20日        | 福建スタージョンズ                     | ワシントン・ウィザーズ             |         |
| ジョーダン・ヒル                     | 7月13日        | ミネソタ・ティンバーウルブズ           | インディアナ・ペイサーズ           |         |
| ソロモン・ヒル                       | 7月21日        | ニューオーリンズ・ペリカンズ           | インディアナ・ペイサーズ           |         |
| カーク・ハインリック                 |                | 未定                                   | アトランタ・ホークス               |         |
| アル・ホーフォード                   | 7月2日         | ボストン・セルティックス               | アトランタ・ホークス               |         |
| ドワイト・ハワード*                  | 7月1日         | アトランタ・ホークス                   | ヒューストン・ロケッツ             |         |
| マルセロ・ウェルタス RFA             | 7月7日         | ロサンゼルス・レイカーズ               | ロサンゼルス・レイカーズ           |         |
| クリス・ハンフリーズ                 | 7月11日        | アトランタ・ホークス                   | アトランタ・ホークス               |         |
| レブロン・ジェームズ*                | 8月11日        | クリーブランド・キャバリアーズ         | クリーブランド・キャバリアーズ     |         |
| アル・ジェファーソン                 | 7月1日         | インディアナ・ペイサーズ               | シャーロット・ホーネッツ           |         |
| リチャード・ジェファーソン           | 7月6日         | クリーブランド・キャバリアーズ         | クリーブランド・キャバリアーズ     |         |
| ブランドン・ジェニングス             | 7月4日         | ニューヨーク・ニックス                 | オーランド・マジック               |         |
| ジェームス・ジョンソン*              | 7月10日        | マイアミ・ヒート                       | トロント・ラプターズ               |         |
| ジョー・ジョンソン                   | 7月1日         | ユタ・ジャズ                           | マイアミ・ヒート                   |         |
| タイラー・ジョンソン RFA             | 7月10日        | マイアミ・ヒート                       | マイアミ・ヒート                   |         |
| ウェズリー・ジョンソン*              | 7月2日         | ロサンゼルス・クリッパーズ             | ロサンゼルス・クリッパーズ         |         |
| ジェームズ・ジョーンズ               | 8月2日         | クリーブランド・キャバリアーズ         | クリーブランド・キャバリアーズ     |         |
| テレンス・ジョーンズ RFA             | 7月13日        | ニューオーリンズ・ペリカンズ           | ヒューストン・ロケッツ             |         |
| クリス・ケイマン                     |                | 未定                                   | ポートランド・トレイルブレイザーズ |         |
| セルゲイ・カラセフ                   | 7月1日         | BCゼニト・サンペテルブルク             | ブルックリン・ネッツ               |         |
| ライアン・ケリー RFA                 |                | 未定                                   | ロサンゼルス・レイカーズ           |         |
| シェーン・ラーキン*                  | 8月10日        | サスキ・バスコニア                     | ブルックリン・ネッツ               |         |
| タイ・ローソン                       | 8月28日        | サクラメント・キングス                 | インディアナ・ペイサーズ           |         |
| コートニー・リー                     | 7月2日         | ニューヨーク・ニックス                 | シャーロット・ホーネッツ           |         |
| デビッド・リー                       | 7月28日        | サンアントニオ・スパーズ               | ダラス・マーベリックス             |         |
| メイヤーズ・レナード RFA             | 7月10日        | ポートランド・トレイルブレイザーズ     | ポートランド・トレイルブレイザーズ |         |
| ジョン・ルーアー                     | 7月2日         | デトロイト・ピストンズ                 | フェニックス・サンズ               |         |
| ジェレミー・リン*                    | 7月1日         | ブルックリン・ネッツ                   | シャーロット・ホーネッツ           |         |
| イアン・マヒンミ                     | 7月2日         | ワシントン・ウィザーズ                 | インディアナ・ペイサーズ           |         |
| ボバン・マリヤノヴィッチ RFA         | 7月10日        | デトロイト・ピストンズ                 | サンアントニオ・スパーズ           |         |
| ケビン・マーティン                   |                | 未定                                   | サンアントニオ・スパーズ           |         |
| ルック・バ・ア・ムーティ             | 7月4日         | ロサンゼルス・クリッパーズ             | ロサンゼルス・クリッパーズ         |         |
| ジェームス・マイケル・マカドゥー RFA | 7月8日         | ゴールデンステート・ウォリアーズ       | ゴールデンステート・ウォリアーズ   |         |
| ジョーダン・マクレー RFA**           | 7月1日         | クリーブランド・キャバリアーズ         | クリーブランド・キャバリアーズ     |         |
| アンドレ・ミラー                     |                | 未定                                   | サンアントニオ・スパーズ           |         |
| マイク・ミラー                       | 7月18日        | デンバー・ナゲッツ                     | デンバー・ナゲッツ                 |         |
| ナジー・モハメド                     |                | 未定                                   | オクラホマシティ・サンダー         |         |
| イートワン・ムーア                   | 7月1日         | ニューオーリンズ・ペリカンズ           | シカゴ・ブルズ                     |         |
| エリック・モアランド RFA             |                | 未定                                   | サクラメント・キングス             |         |
| ドナタス・モティエユーナス RFA       | 1月1日         | ニューオーリンズ・ペリカンズ           | ヒューストン・ロケッツ             |         |
| ティモフェイ・モズコフ               | 7月1日         | ロサンゼルス・レイカーズ               | クリーブランド・キャバリアーズ     |         |
| ネネイ                               | 7月6日         | ヒューストン・ロケッツ                 | ワシントン・ウィザーズ             |         |
| アンドリュー・ニコルソン RFA         | 7月3日         | ワシントン・ウィザーズ                 | オーランド・マジック               |         |
| ジョアキム・ノア                     | 7月1日         | ニューヨーク・ニックス                 | シカゴ・ブルズ                     |         |
| スティーブ・ノヴァック               | 8月19日        | ミルウォーキー・バックス               | ミルウォーキー・バックス           |         |
| ダーク・ノヴィツキー*                | 7月5日         | ダラス・マーベリックス                 | ダラス・マーベリックス             |         |
| ザザ・パチュリア                     | 7月4日         | ゴールデンステート・ウォリアーズ       | ダラス・マーベリックス             |         |
| チャンドラー・パーソンズ*            | 7月1日         | メンフィス・グリズリーズ               | ダラス・マーベリックス             |         |
| ケンドリック・パーキンス             |                | 未定                                   | ニューオーリンズ・ペリカンズ       |         |
| マイルス・プラムリー RFA             | 7月18日        | ミルウォーキー・バックス               | ミルウォーキー・バックス           |         |
| ドワイト・パウエル RFA               | 7月3日         | ダラス・マーベリックス                 | ダラス・マーベリックス             |         |
| ロニー・プライス                     |                | 未定                                   | フェニックス・サンズ               |         |
| パブロ・プリジオーニ                 | 1月10日        | 引退表明                               | ロサンゼルス・クリッパーズ         |         |
| テイショーン・プリンス               |                | 未定                                   | ミネソタ・ティンバーウルブズ       |         |
| ウィリー・リード RFA                 | 7月10日        | マイアミ・ヒート                       | ブルックリン・ネッツ               |         |
| オースティン・リバース*              | 7月2日         | ロサンゼルス・クリッパーズ             | ロサンゼルス・クリッパーズ         |         |
| ブライアン・ロバーツ                 | 7月6日         | シャーロット・ホーネッツ               | ポートランド・トレイルブレイザーズ |         |
| トーマス・ロビンソン*                | 9月21日        | ロサンゼルス・レイカーズ               | ブルックリン・ネッツ               |         |
| レイジョン・ロンド                   | 7月3日         | シカゴ・ブルズ                         | サクラメント・キングス             |         |
| ダムヤン・ルデス RFA**               | 8月7日         | オーランド・マジック                   | ミネソタ・ティンバーウルブズ       |         |
| ブランドン・ラッシュ                 | 7月6日         | ミネソタ・ティンバーウルブズ           | ゴールデンステート・ウォリアーズ   |         |
| ロバート・サクレ                     | 1月13日        | 日立サンロッカーズ東京・渋谷           | ロサンゼルス・レイカーズ           |         |
| ルイス・スコラ                       | 7月12日        | ブルックリン・ネッツ                   | トロント・ラプターズ               |         |
| ケビン・セラフィン                   | 9月1日         | インディアナ・ペイサーズ               | ニューヨーク・ニックス             |         |
| レイモン・セッションズ               | 7月4日         | シャーロット・ホーネッツ               | ワシントン・ウィザーズ             |         |
| ドナルド・スローン                   | 7月20日        | 広東サザンタイガース                   | ブルックリン・ネッツ               |         |
| イシュ・スミス                       | 7月1日         | デトロイト・ピストンズ                 | フィラデルフィア・76ers            |         |
| ジェイソン・スミス                   | 7月5日         | ワシントン・ウィザーズ                 | オーランド・マジック               |         |
| ジョシュ・スミス                     | 11月7日        | 四川ブルーホエールズ                   | ヒューストン・ロケッツ             |         |
| J・R・スミス*                        | 10月14日       | クリーブランド・キャバリアーズ         | クリーブランド・キャバリアーズ     |         |
| マリース・スペイツ                   | 7月8日         | ロサンゼルス・クリッパーズ             | ゴールデンステート・ウォリアーズ   |         |
| ランス・スティーブンソン**           | 9月9日         | ニューオーリンズ・ペリカンズ           | メンフィス・グリズリーズ           |         |
| アマレ・スタウダマイアー             | 7月26日 8月1日 | NBAから引退表明 ハポエル・エルサレムBC | マイアミ・ヒート                   |         |
| ジャレッド・サリンジャー RFA         | 7月11日        | トロント・ラプターズ                   | ボストン・セルティックス           |         |
| ミーザ・テレトヴィッチ               | 7月1日         | ミルウォーキー・バックス               | フェニックス・サンズ               |         |
| ギャレット・テンプル                 | 7月3日         | サクラメント・キングス                 | ワシントン・ウィザーズ             |         |
| ジェイソン・テリー                   | 8月17日        | ミルウォーキー・バックス               | ヒューストン・ロケッツ             |         |
| ランス・トーマス                     | 7月4日         | ニューヨーク・ニックス                 | ニューヨーク・ニックス             |         |
| ジェイソン・トンプソン               | 9月3日         | 山東ライオンズ                         | トロント・ラプターズ               |         |
| マーカス・ソーントン                 | 7月7日         | ワシントン・ウィザーズ                 | ワシントン・ウィザーズ             |         |
| アンソニー・トリバー                 | 7月2日         | サクラメント・キングス                 | デトロイト・ピストンズ             |         |
| エバン・ターナー                     | 7月1日         | ポートランド・トレイルブレイザーズ     | ボストン・セルティックス           |         |
| アンダーソン・ヴァレジャオ           | 7月14日        | ゴールデンステート・ウォリアーズ       | ゴールデンステート・ウォリアーズ   |         |
| グレイヴィス・ヴァスケス             | 7月10日        | ブルックリン・ネッツ                   | ミルウォーキー・バックス           |         |
| チャーリー・ビラヌエバ               |                | 未定                                   | ダラス・マーベリックス             |         |
| サーシャ・ブヤチッチ                 | 7月12日        | ニューヨーク・ニックス                 | ニューヨーク・ニックス             |         |
| ドウェイン・ウェイド                 | 7月6日         | シカゴ・ブルズ                         | マイアミ・ヒート                   |         |
| ディオン・ウェイターズ RFA           | 7月25日        | マイアミ・ヒート                       | オクラホマシティ・サンダー         |         |
| デイビッド・ウェスト*                | 7月5日         | ゴールデンステート・ウォリアーズ       | サンアントニオ・スパーズ           | [ 113 ] |
| ハッサン・ホワイトサイド             | 7月1日         | マイアミ・ヒート                       | マイアミ・ヒート                   |         |
| デロン・ウィリアムス*                | 7月3日         | ダラス・マーベリックス                 | ダラス・マーベリックス             |         |
| デリック・ウィリアムズ               | 7月8日         | マイアミ・ヒート                       | ニューヨーク・ニックス             |         |
| マーヴィン・ウィリアムス             | 7月2日         | シャーロット・ホーネッツ               | シャーロット・ホーネッツ           |         |
| モーリス・ウィリアムズ*              | 9月26日        | 引退表明                               | クリーブランド・キャバリアーズ     |         |
| メッタ・ワールド・ピース             | 9月21日        | ロサンゼルス・レイカーズ               | ロサンゼルス・レイカーズ           |         |
| ドレル・ライト                       |                | 未定                                   | マイアミ・ヒート                   |         |
| タイラー・ゼラー RFA                 | 7月23日        | ボストン・セルティックス               | ボストン・セルティックス           |         |

* プレーヤーオプション

** チームオプション

*** アーリー・ターミネイションオプション

### ヘッドコーチの交代
| オフシーズン                 | オフシーズン                  | オフシーズン             |
| チーム                       | 2015–16                       | 2016–17                  |
| ---------------------------- | ----------------------------- | ------------------------ |
| ブルックリン・ネッツ         | トニー・ブラウン (暫定)       | ケニー・アトキンソン     |
| ミネソタ・ティンバーウルブズ | サム・ミッチェル (暫定)       | トム・シボドー           |
| ワシントン・ウィザーズ       | ランディ・ウィットマン        | スコット・ブルックス     |
| ロサンゼルス・レイカーズ     | バイロン・スコット            | ルーク・ウォルトン       |
| サクラメント・キングス       | ジョージ・カール              | デビッド・イェイガー     |
| インディアナ・ペイサーズ     | フランク・ヴォーゲル          | ネイト・マクミラン       |
| オーランド・マジック         | スコット・スカイルズ          | フランク・ヴォーゲル     |
| メンフィス・グリズリーズ     | デビッド・イェイガー          | デビッド・フィッツデール |
| ヒューストン・ロケッツ       | J・B・ビッカースタッフ (暫定) | マイク・ダントーニ       |
| ニューヨーク・ニックス       | カート・ランビス (暫定)       | ジェフ・ホーナセック     |
| シーズン中                   |                               |                          |
| チーム                       | 前任                          | 後任                     |
|                              |                               |                          |

#### オフシーズン
- 2016年4月14日、ミネソタ・ティンバーウルブズがサム・ミッチェルを解任[114]
- 2016年4月14日、ワシントン・ウィザーズがランディ・ウィットマン を解雇[115][116][117]
- 2016年4月14日、サクラメント・キングスは ジョージ・カールを解雇。[118][119]
- 2016年4月17日、ケニー・アトキンソンがブルックリン・ネッツのヘッドコーチに就任[120]
- 2016年4月19日、フェニックス・サンズのアール・ワトソン暫定ヘッドコーチが、正式にヘッドコーチに就任 [121][122]
- 2016年4月20日、ミネソタ・ティンバーウルブズがトム・シボドーとヘッドコーチ契約に合意。シボドーは1989年から1991年まで、アシスタントコーチを務めていた[123][124]。
- 2016年4月25日、ロサンゼルス・レイカーズはスコットとの延長契約を結ばず[125][126]。
- 2016年4月26日、ワシントン・ウィザーズは スコット・ブルックスをヘッドコーチに招聘[127]。
- 2016年4月29日、ロサンゼルス・レイカーズはゴールデンステート・ウォリアーズ前アシスタンコーチの ルーク・ウォルトンをヘッドコーチに[128]。
- 2016年5月5日、インディアナ・ペイサーズ球団社長のラリー・バードが、フランク・ヴォーゲルとの契約を更新しないことを発表[129][130]。
- 2016年5月7日、メンフィス・グリズリーズがプレーオフ敗退後、デビッド・イェイガーを解雇[131]。
- 2016年5月9日、サクラメント・キングスがデビッド・イェイガーをヘッドコーチに[132]。
- 2016年5月12日、オーランド・マジックのスコット・スカイルズが退任[133]。
- 2016年5月16日、インディアナ・ペイサーズはアシスタントコーチのネイト・マクミランをヘッドコーチに昇格[134]。
- 2016年5月20日、オーランド・マジックがフランク・ヴォーゲルとヘッドコーチ契約したことを発表[135]。
- 2016年5月29日、マイアミ・ヒート前アシスタントコーチデビッド・フィッツデールがメンフィス・グリズリーズの新ヘッドコーチに[136]。
- 2016年6月1日、ヒューストン・ロケッツの新ヘッドコーチに マイク・ダントーニが就任[137]。
- 2016年6月2日、ニューヨーク・ニックスのの新ヘッドコーチに ジェフ・ホーナセックが就任[138]。

#### シーズン中
シーズン途中で、ヘッドコーチの交替がなかったのは、1963-64シーズン以来であった。

## ドラフト
ドラフトではベン・シモンズがフィラデルフィア・セブンティシクサーズから全体１位指名を受けた。
ベン・シモンズ(1位)、ブランドン・イングラム(2位)、ジェイレン・ブラウン(3位)、ドマンタス・サボニス(11位)、パスカル・シアカム(27位)、デジャンテ・マレー(29位)ら6人のオールスターを輩出した他、クリス・ダン(5位)、バディ・ヒールド(6位)、ジャマール・マレー(7位)、マーキース・クリス(8位)、ヤコブ・パートル(9位)、トーリアン・プリンス(12位)、デンゼル・バレンタイン(14位)、フアンチョ・エルナンゴメス(15位)、マリック・ビーズリー(19位)、カリス・レヴァート(20位)、デアンドレ・ベンブリー(21位)、アンテ・ジジッチ(23位)、ティモテー・ルワウ＝キャバロ(24位)、フルカン・コルクマズ(26位)、スカル・ラビシエ(28位)、デイミアン・ジョーンズ(30位)、イビツァ・ズバッツ(32位)、チェイク・ディアロ(33位)、タイラー・ユリス(34位)、マルコム・ブログドン(36位)、パトリック・マコー(38位)、ジェイク・レイマン(47位)、ジョージ・ニアン(50位)などが指名を受けた。
ドラフト外にはオールスターのフレッド・ヴァンブリートをはじめ、ライアン・アーチディアコノ、アレックス・カルーソ、ヨギ・フェレル、ドリアン・フィニー＝スミス、ブリン・フォーブス、シャキール・ハリソン、ダヌエル・ハウス、デリック・ジョーンズ・ジュニア、デイミオン・リー、デイビッド・ヌワバ、ゲイリー・ペイトン2世、ウェイン・セルデンなどの選手がいる

## プレシーズン
プレシーズンは、2016年10月1日に始まり、10月21日に終了した。

## レギュラーシーズン
レギュラーシーズンは、2016年10月25日(火)に始まり、2017年4月12日(水)に全日程が終了。
 DR = ディビジョン順位, CR = カンファレンス順位,PCT = 勝率 Z = 全体でホームコートアドバンテージ,x = カンファレンスでホームコートアドバンテージ
| ウェスタン・カンファレンス   |    |        |                                    |    |    |       |
| サウスウェスト・ディビジョン |    |        |                                    |    |    |       |
| DR                           | CR | チーム | チーム                             | 勝 | 敗 | PCT   |
| 1                            | 2  | SAS    | サンアントニオ・スパーズ           | 61 | 21 | 0.744 |
| 2                            | 3  | HOU    | ヒューストン・ロケッツ             | 55 | 27 | 0.671 |
| 3                            | 7  | MEM    | メンフィス・グリズリーズ           | 43 | 39 | 0.524 |
| 4                            | 10 | NOP    | ニューオーリンズ・ペリカンズ       | 34 | 48 | 0.415 |
| 5                            | 11 | DAL    | ダラス・マーベリックス             | 33 | 49 | 0.402 |
| ノースウェスト・ディビジョン |    |        |                                    |    |    |       |
| DR                           | CR | チーム | チーム                             | 勝 | 敗 | PCT   |
| 1                            | 5  | UTA    | ユタ・ジャズ                       | 51 | 31 | 0.622 |
| 2                            | 6  | OKC    | オクラホマシティ・サンダー         | 47 | 35 | 0.573 |
| 3                            | 8  | POR    | ポートランド・トレイルブレイザーズ | 41 | 41 | 0.500 |
| 4                            | 9  | DEN    | デンバー・ナゲッツ                 | 40 | 42 | 0.488 |
| 5                            | 13 | MIN    | ミネソタ・ティンバーウルブズ       | 31 | 51 | 0.378 |
| パシフィック・ディビジョン   |    |        |                                    |    |    |       |
| DR                           | CR | チーム | チーム                             | 勝 | 敗 | PCT   |
| 1                            | 1  | GSW    | ゴールデンステート・ウォリアーズ   | 67 | 15 | 0.814 |
| 2                            | 4  | LAC    | ロサンゼルス・クリッパーズ         | 51 | 31 | 0.662 |
| 3                            | 12 | SAC    | サクラメント・キングス             | 32 | 50 | 0.395 |
| 4                            | 14 | LAL    | ロサンゼルス・レイカーズ           | 26 | 56 | 0.317 |
| 5                            | 15 |        | フェニックス・サンズ               | 24 | 58 | 0.293 |

| イースタン・カンファレンス     |    |        |                                |    |    |       |
| アトランティック・ディビジョン |    |        |                                |    |    |       |
| DR                             | CR | チーム | チーム                         | 勝 | 敗 | PCT   |
| 1                              | 1  | BOS    | ボストン・セルティックス       | 53 | 29 | 0.646 |
| 2                              | 3  | TOR    | トロント・ラプターズ           | 51 | 31 | 0.622 |
| 3                              | 12 | NYK    | ニューヨーク・ニックス         | 31 | 51 | 0.378 |
| 4                              | 14 | PHI    | フィラデルフィア・76ers        | 28 | 54 | 0.341 |
| 5                              | 15 | BKN    | ブルックリン・ネッツ           | 20 | 62 | 0.244 |
| セントラル・ディビジョン       |    |        |                                |    |    |       |
| DR                             | CR | チーム | チーム                         | 勝 | 敗 | PCT   |
| 1                              | 2  | CLE    | クリーブランド・キャバリアーズ | 51 | 31 | 0.622 |
| 2                              | 6  | MIL    | ミルウォーキー・バックス       | 42 | 40 | 0.512 |
| 3                              | 7  | IND    | インディアナ・ペイサーズ       | 42 | 40 | 0.512 |
| 4                              | 8  | CHI    | シカゴ・ブルズ                 | 41 | 41 | 0.500 |
| 5                              | 10 | DET    | デトロイト・ピストンズ         | 37 | 45 | 0.451 |
| サウスイースト・ディビジョン   |    |        |                                |    |    |       |
| DR                             | CR | チーム | チーム                         | 勝 | 敗 | PCT   |
| 1                              | 4  | WAS    | ワシントン・ウィザーズ         | 49 | 33 | 0.598 |
| 2                              | 5  | ATL    | アトランタ・ホークス           | 43 | 39 | 0.524 |
| 3                              | 9  | MIA    | マイアミ・ヒート               | 41 | 41 | 0.500 |
| 4                              | 11 | CHA    | シャーロット・ホーネッツ       | 36 | 46 | 0.439 |
| 5                              | 13 | ORL    | オーランド・マジック           | 28 | 54 | 0.341 |

## シーズン成績

### 個人スタッツリーダー
| # | 得点                            | 得点 | リバウンド                    | リバウンド | アシスト                        | アシスト | スティール                  | スティール |
| # | 選手名                          | avg  | 選手名                        | avg        | 選手名                          | avg      | 選手名                      | avg        |
| - | ------------------------------- | ---- | ----------------------------- | ---------- | ------------------------------- | -------- | --------------------------- | ---------- |
| 1 | ラッセル・ウェストブルック(OKC) | 31.6 | ハッサン・ホワイトサイド(MIA) | 14.1       | ジェームズ・ハーデン(HOU)       | 11.2     | ドレイモンド・グリーン(GSW) | 2.0        |
| 2 | ジェームズ・ハーデン(HOU)       | 29.1 | アンドレ・ドラモンド(DET)     | 13.8       | ジョン・ウォール(WAS)           | 10.7     | ジョン・ウォール(WAS)       | 2.0        |
| 3 | アイザイア・トーマス(BOS)       | 29.1 | デアンドレ・ジョーダン(LAC)   | 13.7       | ラッセル・ウェストブルック(OKC) | 10.4     | クリス・ポール(LAC)         | 1.9        |
| 4 | アンソニー・デイビス(NOP)       | 28.0 | ルディ・ゴベア(UTA)           | 12.8       | クリス・ポール(LAC)             | 9.2      | ロバート・コビントン(PHI)   | 1.9        |
| 5 | デマー・デローザン(TOR)         | 27.3 | ドワイト・ハワード(ATL)       | 12.7       | リッキー・ルビオ(MIN)           | 9.1      | ジミー・バトラー(CHI)       | 1.9        |

| # | ブロックショット                | ブロックショット | FG成功率                    | FG成功率 | 3P成功率                | 3P成功率 | FT成功率                  | FT成功率 |
| # | 選手名                          | avg              | 選手名                      | %        | 選手名                  | %        | 選手名                    | %        |
| - | ------------------------------- | ---------------- | --------------------------- | -------- | ----------------------- | -------- | ------------------------- | -------- |
| 1 | ルディ・ゴベア(UTA)             | 2.7              | デアンドレ・ジョーダン(LAC) | 71.4     | カイル・コーバー(CKLE)  | 45.1     | CJ・マッカラム(POR)       | 91.2     |
| 2 | アンソニー・デイビス(NOP)       | 2.2              | ルディ・ゴベア(UTA)         | 66.1     | アレン・クラブ(POR)     | 44.4     | アイザイア・トーマス(BOS) | 91.0     |
| 3 | ハッサン・ホワイトサイド(MIA)   | 2.1              | クリント・カペラ(HOU)       | 64.3     | ジョー・イングルス(UTA) | 44.1     | カイリー・アービング(CLE) | 90.5     |
| 4 | マイルズ・ターナー(IND)         | 2.1              | ドワイト・ハワード(ATL)     | 63.3     | オット・ポーター(WAS)   | 43.4     | ダニーロ・ガリナリ(DEN)   | 90.2     |
| 5 | クリスタプス・ポルジンギス(NYK) | 2.0              | マルチン・ゴルタット(WAS)   | 57.9     | J・J・レディック(LAC)   | 42.9     | ステフィン・カリー(GSW)   | 89.9     |

### 個人ゲームハイ
| 項目       | プレーヤー                 | チーム                           | 記録 |
| ---------- | -------------------------- | -------------------------------- | ---- |
| 得点       | デビン・ブッカー           | フェニックス・サンズ             | 70   |
| リバウンド | ハッサン・ホワイトサイド   | マイアミ・ヒート                 | 25   |
| リバウンド | デアンドレ・ジョーダン     | ロサンゼルス・クリッパーズ       | 25   |
| リバウンド | ルディ・ゴベア             | ユタ・ジャズ                     | 25   |
| アシスト   | ラッセル・ウェストブルック | オクラホマシティ・サンダー       | 22   |
| スティール | ドレイモンド・グリーン     | ゴールデンステート・ウォリアーズ | 10   |
| ブロック   | ロビン・ロペス             | シカゴ・ブルズ                   | 8    |
| ブロック   | ブルック・ロペス           | ブルックリン・ネッツ             | 8    |
| ブロック   | ルディ・ゴベア             | ユタ・ジャズ                     | 8    |
| 3ポイント  | ステフィン・カリー         | ゴールデンステート・ウォリアーズ | 13   |

### チームスタッツリーダー
| # | 得点                             | 得点  | 失点                     | 失点  | ＋/-                             | ＋/- | ターンオーバー          | ターンオーバー |
| # | チーム                           | avg   | チーム                   | avg   | チーム                           | avg  | チーム                  | avg            |
| - | -------------------------------- | ----- | ------------------------ | ----- | -------------------------------- | ---- | ----------------------- | -------------- |
| 1 | ゴールデンステート・ウォリアーズ | 115.9 | ユタ・ジャズ             | 96.8  | ゴールデンステート・ウォリアーズ | 11.6 | フィラデルフィア・76ers | 16.7           |
| 2 | ヒューストン・ロケッツ           | 115.3 | サンアントニオ・スパーズ | 98.1  | サンアントニオ・スパーズ         | 7.2  | ブルックリン・ネッツ    | 16.5           |
| 3 | デンバー・ナゲッツ               | 111.7 | メンフィス・グリズリーズ | 100.0 | ヒューストン・ロケッツ           | 5.7  | アトランタ・ホークス    | 15.8           |

| # | リバウンド                 | リバウンド | アシスト                         | アシスト | ブロック                         | ブロック | スティール                       | スティール |
| # | チーム                     | avg        | チーム                           | avg      | チーム                           | avg      | チーム                           | avg        |
| - | -------------------------- | ---------- | -------------------------------- | -------- | -------------------------------- | -------- | -------------------------------- | ---------- |
| 1 | オクラホマシティ・サンダー | 46.6       | ゴールデンステート・ウォリアーズ | 30.4     | ゴールデンステート・ウォリアーズ | 6.8      | ゴールデンステート・ウォリアーズ | 9.6        |
| 2 | デンバー・ナゲッツ         | 46.3       | デンバー・ナゲッツ               | 25.3     | サンアントニオ・スパーズ         | 5.9      | ワシントン・ウィザーズ           | 8.5        |
| 3 | シカゴ・ブルズ             | 46.3       | ヒューストン・ロケッツ           | 25.3     | マイアミ・ヒート                 | 5.8      | フィラデルフィア・76ers          | 8.4        |

| # | パーソナルファウル       | パーソナルファウル | FG成功率                         | FG成功率 | 3P成功率                         | 3P成功率 | FT成功率                 | FT成功率 |
| # | チーム                   | avg                | チーム                           | avg      | チーム                           | avg      | チーム                   | avg      |
| - | ------------------------ | ------------------ | -------------------------------- | -------- | -------------------------------- | -------- | ------------------------ | -------- |
| 1 | フェニックス・サンズ     | 24.8               | ゴールデンステート・ウォリアーズ | 49.5     | サンアントニオ・スパーズ         | 39.1     | シャーロット・ホーネッツ | 81.5     |
| 2 | メンフィス・グリズリーズ | 22.4               | ワシントン・ウィザーズ           | 47.5     | クリーブランド・キャバリアーズ   | 38.4     | インディアナ・ペイサーズ | 81.0     |
| 3 | フィラデルフィア・76ers  | 21.9               | ロサンゼルス・クリッパーズ       | 47.5     | ゴールデンステート・ウォリアーズ | 38.3     | ボストン・セルティックス | 80.7     |

## 各賞
| 賞               | 受賞者                     | チーム                           |
| ---------------- | -------------------------- | -------------------------------- |
| 最優秀選手       | ラッセル・ウェストブルック | オクラホマシティ・サンダー       |
| 新人王           | マルコム・ブログドン       | ミルウォーキー・バックス         |
| 最優秀守備選手賞 | ドレイモンド・グリーン     | ゴールデンステート・ウォリアーズ |
| シックスマン賞   | エリック・ゴードン         | ヒューストン・ロケッツ           |
| MIP              | ヤニス・アデトクンボ       | ミルウォーキー・バックス         |
| 最優秀コーチ賞   | マイク・ダントーニ         | ヒューストン・ロケッツ           |
| 最優秀役員賞     | ボブ・マイヤーズ           | ゴールデンステート・ウォリアーズ |

## プレーオフ
プレーオフは、2017年4月15日(土)に開始。
|  | ファースト ラウンド        | ファースト ラウンド                    | ファースト ラウンド                    |   |                                        | カンファレンス セミファイナル          | カンファレンス セミファイナル | カンファレンス セミファイナル |  |   | カンファレンス ファイナル              | カンファレンス ファイナル | カンファレンス ファイナル |  |   | NBAファイナル                      | NBAファイナル | NBAファイナル |
|  |                            |                                        |                                        |   |                                        |                                        |                               |                               |  |   |                                        |                           |                           |  |   |                                    |               |               |
|  | 1                          | BOS ボストン・セルティックス ^         | 4                                      |   |                                        |                                        |                               |                               |  |   |                                        |                           |                           |  |   |                                    |               |               |
|  | 8                          | CHI シカゴ・ブルズ                     | 2                                      |   |                                        |                                        |                               |                               |  |   |                                        |                           |                           |  |   |                                    |               |               |
|  | 8                          | CHI シカゴ・ブルズ                     | 2                                      |   | 1                                      | BOS ボストン・セルティックス ^         | 4                             |                               |  |   |                                        |                           |                           |  |   |                                    |               |               |
|  |                            |                                        |                                        |   | 1                                      | BOS ボストン・セルティックス ^         | 4                             |                               |  |   |                                        |                           |                           |  |   |                                    |               |               |
|  |                            | 4                                      | WAS ワシントン・ウィザーズ             | 3 |                                        |                                        |                               |                               |  |   |                                        |                           |                           |  |   |                                    |               |               |
|  | 4                          | 4                                      | WAS ワシントン・ウィザーズ             | 3 | WAS ワシントン・ウィザーズ ^           | 4                                      |                               |                               |  |   |                                        |                           |                           |  |   |                                    |               |               |
|  | 4                          |                                        |                                        |   | WAS ワシントン・ウィザーズ ^           | 4                                      |                               |                               |  |   |                                        |                           |                           |  |   |                                    |               |               |
|  | 5                          | ATL アトランタ・ホークス               | 2                                      |   |                                        |                                        |                               |                               |  |   |                                        |                           |                           |  |   |                                    |               |               |
|  | 5                          | ATL アトランタ・ホークス               | 2                                      |   |                                        |                                        |                               |                               |  | 1 | BOS ボストン・セルティックス ^         | 1                         |                           |  |   |                                    |               |               |
|  | イースタン・カンファレンス |                                        |                                        |   |                                        |                                        |                               |                               |  | 1 | BOS ボストン・セルティックス ^         | 1                         |                           |  |   |                                    |               |               |
|  |                            | 2                                      | CLE クリーブランド・キャバリアーズ ^   | 4 |                                        |                                        |                               |                               |  |   |                                        |                           |                           |  |   |                                    |               |               |
|  | 2                          | 2                                      | CLE クリーブランド・キャバリアーズ ^   | 4 | CLE クリーブランド・キャバリアーズ ^   | 4                                      |                               |                               |  |   |                                        |                           |                           |  |   |                                    |               |               |
|  | 2                          |                                        |                                        |   | CLE クリーブランド・キャバリアーズ ^   | 4                                      |                               |                               |  |   |                                        |                           |                           |  |   |                                    |               |               |
|  | 7                          | IND インディアナ・ペイサーズ           | 0                                      |   |                                        |                                        |                               |                               |  |   |                                        |                           |                           |  |   |                                    |               |               |
|  | 7                          | IND インディアナ・ペイサーズ           | 0                                      |   | 2                                      | CLE クリーブランド・キャバリアーズ ^   | 4                             |                               |  |   |                                        |                           |                           |  |   |                                    |               |               |
|  |                            |                                        |                                        |   | 2                                      | CLE クリーブランド・キャバリアーズ ^   | 4                             |                               |  |   |                                        |                           |                           |  |   |                                    |               |               |
|  |                            | 3                                      | TOR トロント・ラプターズ               | 0 |                                        |                                        |                               |                               |  |   |                                        |                           |                           |  |   |                                    |               |               |
|  | 3                          | 3                                      | TOR トロント・ラプターズ               | 0 | TOR トロント・ラプターズ ^             | 4                                      |                               |                               |  |   |                                        |                           |                           |  |   |                                    |               |               |
|  | 3                          |                                        |                                        |   | TOR トロント・ラプターズ ^             | 4                                      |                               |                               |  |   |                                        |                           |                           |  |   |                                    |               |               |
|  | 6                          | MIL ミルウォーキー・バックス           | 2                                      |   |                                        |                                        |                               |                               |  |   |                                        |                           |                           |  |   |                                    |               |               |
|  | 6                          | MIL ミルウォーキー・バックス           | 2                                      |   |                                        |                                        |                               |                               |  |   |                                        |                           |                           |  | 2 | CLE クリーブランド・キャバリアーズ | 1             |               |
|  |                            |                                        |                                        |   |                                        |                                        |                               |                               |  |   |                                        |                           |                           |  | 2 | CLE クリーブランド・キャバリアーズ | 1             |               |
|  |                            | 1                                      | GSW ゴールデンステート・ウォリアーズ ^ | 4 |                                        |                                        |                               |                               |  |   |                                        |                           |                           |  |   |                                    |               |               |
|  | 1                          | 1                                      | GSW ゴールデンステート・ウォリアーズ ^ | 4 | GSW ゴールデンステート・ウォリアーズ ^ | 4                                      |                               |                               |  |   |                                        |                           |                           |  |   |                                    |               |               |
|  | 1                          |                                        |                                        |   | GSW ゴールデンステート・ウォリアーズ ^ | 4                                      |                               |                               |  |   |                                        |                           |                           |  |   |                                    |               |               |
|  | 8                          | POR ポートランド・トレイルブレイザーズ | 0                                      |   |                                        |                                        |                               |                               |  |   |                                        |                           |                           |  |   |                                    |               |               |
|  | 8                          | POR ポートランド・トレイルブレイザーズ | 0                                      |   | 1                                      | GSW ゴールデンステート・ウォリアーズ ^ | 4                             |                               |  |   |                                        |                           |                           |  |   |                                    |               |               |
|  |                            |                                        |                                        |   | 1                                      | GSW ゴールデンステート・ウォリアーズ ^ | 4                             |                               |  |   |                                        |                           |                           |  |   |                                    |               |               |
|  |                            | 5                                      | UTA ユタ・ジャズ                       | 0 |                                        |                                        |                               |                               |  |   |                                        |                           |                           |  |   |                                    |               |               |
|  | 4                          | 5                                      | UTA ユタ・ジャズ                       | 0 | LAC ロサンゼルス・クリッパーズ ^       | 3                                      |                               |                               |  |   |                                        |                           |                           |  |   |                                    |               |               |
|  | 4                          |                                        |                                        |   | LAC ロサンゼルス・クリッパーズ ^       | 3                                      |                               |                               |  |   |                                        |                           |                           |  |   |                                    |               |               |
|  | 5                          | UTA ユタ・ジャズ                       | 4                                      |   |                                        |                                        |                               |                               |  |   |                                        |                           |                           |  |   |                                    |               |               |
|  | 5                          | UTA ユタ・ジャズ                       | 4                                      |   |                                        |                                        |                               |                               |  | 1 | GSW ゴールデンステート・ウォリアーズ ^ | 4                         |                           |  |   |                                    |               |               |
|  | ウェスタン・カンファレンス |                                        |                                        |   |                                        |                                        |                               |                               |  | 1 | GSW ゴールデンステート・ウォリアーズ ^ | 4                         |                           |  |   |                                    |               |               |
|  |                            | 2                                      | SAS サンアントニオ・スパーズ           | 0 |                                        |                                        |                               |                               |  |   |                                        |                           |                           |  |   |                                    |               |               |
|  | 2                          | 2                                      | SAS サンアントニオ・スパーズ           | 0 | SAS サンアントニオ・スパーズ ^         | 4                                      |                               |                               |  |   |                                        |                           |                           |  |   |                                    |               |               |
|  | 2                          |                                        |                                        |   | SAS サンアントニオ・スパーズ ^         | 4                                      |                               |                               |  |   |                                        |                           |                           |  |   |                                    |               |               |
|  | 7                          | MEM メンフィス・グリズリーズ           | 2                                      |   |                                        |                                        |                               |                               |  |   |                                        |                           |                           |  |   |                                    |               |               |
|  | 7                          | MEM メンフィス・グリズリーズ           | 2                                      |   | 2                                      | SAS サンアントニオ・スパーズ ^         | 4                             |                               |  |   |                                        |                           |                           |  |   |                                    |               |               |
|  |                            |                                        |                                        |   | 2                                      | SAS サンアントニオ・スパーズ ^         | 4                             |                               |  |   |                                        |                           |                           |  |   |                                    |               |               |
|  |                            | 3                                      | HOU ヒューストン・ロケッツ             | 2 |                                        |                                        |                               |                               |  |   |                                        |                           |                           |  |   |                                    |               |               |
|  | 3                          | 3                                      | HOU ヒューストン・ロケッツ             | 2 | HOU ヒューストン・ロケッツ ^           | 4                                      |                               |                               |  |   |                                        |                           |                           |  |   |                                    |               |               |
|  | 3                          |                                        |                                        |   | HOU ヒューストン・ロケッツ ^           | 4                                      |                               |                               |  |   |                                        |                           |                           |  |   |                                    |               |               |
|  | 6                          | OKC オクラホマシティ・サンダー         | 1                                      |   |                                        |                                        |                               |                               |  |   |                                        |                           |                           |  |   |                                    |               |               |

*ディビジョン優勝

太字 シリーズ勝利

^  ホームコート・アドバンテージ

## 主な出来事
- ドウェイン・ウェイド、ケビン・デュラント、アル・ホーフォード、ジョアキム・ノア、デリック・ローズなど、生え抜きスター選手の移籍が相次ぐ。
- ティム・ダンカンの引退に続き、ケビン・ガーネットが引退を表明。
- リーグの国際化が進行し、開幕ロースター時のアメリカ国外出身の外国籍選手が100人の越える。
- 3ポイントシュート成功数歴代最高保持者で、2014年以降プレーしていなかったレイ・アレンが、2016年11月1日に正式に引退を表明。
- 11月7日、ゴールデンステート・ウォリアーズのステフィン・カリーが史上最多の1試合13本の3P成功[139]。
- ミルウォーキー・バックスのヤニス・アデトクンボが、同チームからは2004年のマイケル・レッド以来のNBAオールスターゲームの出場メンバーに選出された。
- 2017年2月20日にサクラメント・キングスのフロントがチームのエースであるデマーカス・カズンズをニューオーリンズ・ペリカンズに放出。オールスター選手であるアンソニー・デイビスとのツインタワー結成。
- 3月7日、ダラス・マーベリックスのダーク・ノヴィツキーが史上6人目（アメリカ以外の選手として初）の通算3万得点を達成[140]。
- 3月24日、フェニックス・サンズのデビン・ブッカーが史上6人目（最年少）の1試合70得点を達成[141]。
- 4月12日 - ミネソタ・ティンバーウルブズのカール＝アンソニー・タウンズがティム・ダンカン以来15年ぶり史上15人目となるシーズン2000得点・1000リバウンドを達成[142]。
- 二度目の得点王を受賞したオクラホマシティ・サンダーのラッセル・ウェストブルックは、シーズン42回のトリプルダブルを記録し、一試合平均31.6得点、10.7リバウンド、10.4アシストで、シーズン平均トリプルダブルとなり、1961-1962シーズンのオスカー・ロバートソンのシーズン41回を55年ぶりに更新し、史上二人目のシーズン平均トリプルダブル達成者となった[143]。また、NBA史上初となるフィールドゴールとフリースロー成功率100%でのトリプルダブルを記録した[144]。
- 2008年にボストン・セルティックスをNBAチャンピオンに導いたポール・ピアースが引退を表明。
- 史上初の3年連続の対決となったゴールデンステート・ウォリアーズとクリーブランド・キャバリアーズのNBAファイナルは、ウォリアーズが4勝1敗で制し、2年振り4度目のチャンピオンに輝いた。